# 星獣戦隊ギンガマン
『星獣戦隊ギンガマン』（せいじゅうせんたいギンガマン）は、1998年2月22日から1999年2月14日まで、テレビ朝日系列で毎週日曜7時30分 - 8時に全50話が放送された、東映制作の特撮テレビドラマ、および作中で主人公たちが変身するヒーローの名称。

## 概要
ストーリー面ではSF要素が強い前作『電磁戦隊メガレンジャー』から、本作品では星を守る怪獣・星獣と大自然の力アースと共に生きる民族の戦士を主役にしたファンタジー要素の強い作品に一転。空想上や野生の動物をモチーフにしたヒーローのデザインやアクション、日常の舞台が乗馬クラブで移動手段も馬、カントリー調の番組内の字幕・テロップなど「自然」を前面に押し出し、またマンネリ化打破と原点回帰を意識してシリアスなストーリーになっている。東映プロデューサーの髙寺成紀は、前2作では従来型の作品の打破を目指していたが、作品を通じてヒーローとしてシンプルで原初的なものが求められていることを実感し、王道路線としたことを語っている。その一方で、怪獣とそれを成立させるための設定である宇宙が強く意識されたキャラクター傾向となっている。
一方で、ルーティンに甘んじない姿勢も引き続き図られている。1990年代以降主流となっていた「○○レンジャー」ではなく、「○○マン」の名前が採用されているが、企画段階では『ガオレンジャー』も案の一つとして挙げられていた。この「ガオレンジャー」は最有力の候補とされていたが、企画当時に放映されていたアニメ『勇者王ガオガイガー』とタイトルが類似していることから見送られた。当時のCD新譜情報では、主題歌の発売予定に「星獣戦隊バイオレンジャー（仮）」と告知されていた。
当時は巨大戦において2号ロボとの合体、もしくは主役ロボの交代が定番化していた中で、あえて1号ロボに当たるギンガイオーがサポートロボと合体や主役交代もせずにパワーアップに留めるという路線が貫かれている。企画の最初期には「合体する巨大ロボは一切出さない」、すなわち5人のヒーローとそのパートナーである星獣たちのみで戦う、というそれまでのフォーマットを捨てたアイディアも出されていたが、このアイディアに基づく展開は序盤の数話のみに留まっている。ロボット玩具とは別に星獣のソフビフィギュアも発売されたが、これについて当時バンダイ担当者の野中剛は平成ウルトラシリーズの影響があったことを述べている。
敵組織のバルバンには各幹部ごとに1つの軍団が形成され、『仮面の忍者 赤影』を意識する形で1クールごとに各軍団が交代する手法がとられている。デザイン作業に際しては当初、4つの軍団を統一したイメージで描いたものもあったが、各軍団の個性をより強調したいというプロデューサーの髙寺成紀の意向から、各軍団とも明確に異なる方向性を示す形に落ち着いている。一方で、最初から全軍団が存在しているため、幹部の退場により戦力が下がっているように見られないようダイタニクスの復活という縦軸も設けられた。
これまでの戦隊ではバイクや車などの乗り物が移動手段として使用されていたが、本作品では初めて動物（馬）を利用している点も特徴のひとつとして数えられる。馬が神経質な動物であることから、撮影の数週間前から日常的にマスクなどの馬具を付けて慣れさせたり、元々の乗り手が騎乗して撮影する都合上、それ専用に視界がより広く取られたマスクや腿の内側に当たる部分を補強したスーツを特注するなど、撮影に際しては大変な手間がかけられた。
玩具展開においては、スーパー戦隊シリーズとしては1991年以来途絶えていた「超合金」ブランドが「DX超合金 星獣合体ギンガイオー」にて復活し、CMソングも通常版とは別に、歌詞に「超合金」のフレーズを織り込んだバージョンが作られているなど、「超合金」ブランドの復活が強くアピールされている。この「DXギンガイオー」は久々の超合金ブランドでの発売ということもあり、試作段階において度重なる改修が行われたことから、発売日が当初の予定よりも遅れている。また『恐竜戦隊ジュウレンジャー』以来となる限定ブラックバージョンも発売され、以降の作品でも限定カラーバージョンの発売が恒例となった。

## あらすじ
銀河を荒らし星々を食い尽くす宇宙海賊バルバン。3,000年前地球を襲った彼らは、地球の自然から与えられる星を守る力・アースを持つ戦士たちと、銀河の平和を守るために戦う神秘の動物・星獣によって海底に封印された。しかし、海底地震の影響で封印が破れ、彼らは現代に復活する。
そのころ、かつてバルバンを封印して、アースを体得し自然とともに暮らす人々の故郷・ギンガの森では戦士の証・星獣剣を受け継ぐアースの戦士の継承式が執り行われていた。第133代目の戦士として選ばれたのはヒュウガ・ハヤテ・ゴウキ・ヒカル・サヤの5人。その式の途中で、かつての戦士の子孫に報復すべくバルバンが襲撃してきた。彼らはバルバンを迎え撃つがヒュウガはゼイハブに敗れ、地割れの中に姿を消してしまう。しかし地割れに飲み込まれる寸前、ヒュウガは星獣剣を実弟・リョウマに託す。リョウマは兄に代わり新たな戦士となり、他の4人とともに伝説の戦士・ギンガマンへと転生し、バルバンを撃退する。
しかし、ヒュウガの死を悲しむ暇もなく、再びバルバンが森を襲う。長老オーギはギンガの森の力を悪用されないため、5人の戦士にバルバン討伐を託し、自らも含めた住人ごと森を封印。石化したギンガの森は湖の底へ沈み、5人は生まれ育った森を出ることになる。
そして母艦である強大な魔獣ダイタニクス復活を目論むバルバンは、復活のエネルギーとして伝説のエネルギーであるギンガの光を欲し、行動を開始。5人はリョウマがたまたま知り合った少年・青山勇太の父の紹介で乗馬クラブの従業員となり、バルバン復活を知って彼らの元に現れたギンガレオンをリーダーとする五星獣とともに、地球を滅ぼそうとするバルバンに立ち向かう。

## 登場人物

### 星獣戦隊ギンガマン
星を守る力・アースを持つ人間と星獣が隠れ住むギンガの森の若者たちに受け継がれる、勇気ある者にのみ許された伝説の戦士の称号。3,000年前にバルバンを封印したギンガの森の戦士たちから始まり、現代のギンガマンは133代目にあたる。
代々のギンガマンには戦士の証として星獣剣が受け継がれ、星獣に授けられた戦士の腕輪・ギンガブレスでギンガ転生（変身）する。変身前でもアースによる大自然の力を操り、戦いに備えて鍛えた身体能力で戦うことができる。戦闘時は獣のような腰を落とした姿勢で走るのが特徴である。
名乗りの口上は、「銀河を貫く伝説の刃 星獣戦隊ギンガマン」。名乗り時に地面を叩くのも特徴である。基本的には5人で名乗るが、最終章と『ギンガマンVSメガレンジャー』はヒュウガを含めた6人で名乗っている。
- 変身前の衣裳はウエスタンをコンセプトとしている[21]。デザインを手掛けた阿部統は、ギンガイオーのデザインからトーテムポールを、ギンガマンのスーツから競馬の騎手をそれぞれ連想したことから、西部劇のムードと解釈し、ネイティブアメリカンのイメージでまとめたと述べている[22]。

リョウマ
133代目の炎の戦士。22歳。真面目で明るく、責任感が強いため、常に周囲に気を配り、微笑みを絶やさない。
兄のヒュウガと共にギンガレッドを目指しながらも落選。それでも自分の力不足を認め、選ばれたヒュウガたちを心の底から祝福するが、復活したバルバンとの最初の戦いで地割れに落とされたヒュウガから星獣剣を託され、自身がギンガレッドになる。
ヒュウガ同様炎のアースを持つが、当初はヒュウガに遠く及ばず、リーダーとしても大人しく優しすぎた感があったが、勇太たちとの関わりやヒュウガの面影を持つブルブラックとの敵対を通し、「星とそこに住む命を守る」「絶対にバルバンを倒す」という意思を固め、同時にリーダーシップも身に着けていく。ヒュウガが生還すると星獣剣の返却も考えたが、ギンガレッドとして戦い続けたい意思を示して認められた。転生前は、ブーメランも使用。
笛の名人として知られる風の戦士にほぼ匹敵するほどの笛の腕前を持ち、ハヤテの影武者を務めたこともある。その一方、かなりの悪筆だが、本人に自覚はない。
- 東映プロデューサーの髙寺成紀による初期案では、動物と心を通わせられる獣医志望の大学生という設定で、山でヒュウガに相当する初代レッドと出会い、レッドの任を引き継ぐという展開が予定されていた。しかし、レッドだけ普段着では地味になってしまうことや、常駐する動物病院がロケでもセットでも難しいとの判断などから、他のメンバーと同じ森の民という設定に改められた。

ギンガレッド
リョウマが転生する戦士。炎のアースを用いる。
戦闘においては、ヒュウガとほぼ互角の剣術を駆使して戦う。剣の持ち方は順手。肉弾戦では、ギンガレオンのような激しい動きで戦う。

ハヤテ
133代目の風の戦士。22歳。冷静沈着な参謀格。頑固で融通が利かないが、仲間たちのように熱い心と優しさを持つ。
ヒカルとは家が隣同士の付き合いでもあり、無鉄砲でやんちゃなヒカルには特に厳しいが、逆にやりこめられたり、教えられることもある。
風の戦士は笛の名手でもあり、その笛の音色でストイジーの騒音をかき消したこともある。転生前は、笛を吹き矢としても用いる。
幼少期のトラウマから蜂蜜とトマトなどのブヨッとした食べ物が苦手。トマト嫌いは劇中でのゴウキの尽力もあって克服するが、蜂蜜は幼少時に採取しようとしてミツバチの大群に襲われ、体中を刺された経験が重度のトラウマになっており、市販の瓶入りの物ですら見ただけで気絶してしまう。一方で、子犬などの小動物に対する愛情が強いという一面もある。
持ち前のリーダーシップで乗馬倶楽部を仕切っていたことから、乗馬倶楽部の以前のオーナーだった森川に目の敵にされたが、後に和解した。
- メインライターの小林靖子は、配役が決定する前はハヤテが最年長でヒュウガの同期と位置づけていた。その後、キャスティングに合わせて5人の年齢設定が改められたが、第一章では初期の名残でハヤテがヒュウガと対等に描かれている。
- 蜂蜜が苦手という設定は、ハヤテが子供たちから怖がられているようであったため、弱い面を見せるために描写された。

ギンガグリーン
ハヤテが転生する戦士。風のアースを用いる。
戦闘においては、ギンガルコンのような空中から飛びかかる攻撃を駆使して戦う。剣の持ち方は逆手。
- スーツアクターを務めた竹内康博は、他のメンバーよりさらに姿勢を低くしたり、トランポリン時に爪を立てるポーズを入れるなどしてキャラクターを特徴づけている。

ゴウキ
133代目の水の戦士。22歳。逞しい肉体だが、気は優しくて力持ちで、友情に厚く照れ屋で涙もろい。メンバーで1番乗馬が上手い。
料理が得意で、仲間たちの栄養管理に気を配っている。どこか繊細で脆いところがあり、水没したギンガの森を恋しく思う気持ちが人一倍強く、ホームシックになったり、星の花を求めて立ち寄ったりもした。転生前は、鞭も使用する。
勇太の担任教師の鈴子に一目惚れし、彼女が関わると舞い上がったり、暴走してしまいがち。損得抜きの優しさから鈴子にも好感を持たれており、最終的にはギンガの森を案内する約束をする。
『百獣戦隊ガオレンジャーVSスーパー戦隊』では、力の戦士を代表して登場。牛込草太郎（ガオブラック）に「守るべき命」の大切さを教えた。
- 演じた照英によると、ゴウキの恋愛はプロデューサー側から「恋とかしてみたい?」と聞かれ、「してみたいです」と答えたために作られ、視聴者からの手紙で好評だったことからシリーズ化していったという。

ギンガブルー
ゴウキが転生する戦士。水のアースを用いる。
戦闘においては、ギンガリラのような恵まれた体格から怪力を活かした攻撃を駆使して戦う。心優しい性格ゆえに人に向けてアースを撃てない。剣の持ち方は順手。
- メインライターの小林靖子は、5人のキャラクターはスーパー戦隊の基本にはめていったが、ブルーはゴリラがモチーフであったためクールキャラではなくなったと述べている。

ヒカル
133代目の雷の戦士。17歳。やんちゃでイタズラ好きで食いしん坊。かなり子供っぽい性格だが、子ども扱いされることは大嫌い。楽観的かつ現実主義。
幼いころに母親を亡くして祖母に育てられた。青山家に来てから食べた「ミスド」のドーナツに祖母が作ったお菓子の味（本人曰く「バァちゃんの味」）を感じ、大好物になる。
ハヤテとは家が隣同士で、幼いころから面倒を見てもらっているが、性格が正反対のハヤテとは衝突することもある。転生前は、空気銃も使用する。
星を守る戦士からバルバンに身をやつした老兵デギウスと心を通わせ、一緒に星を守ろうと説得するが、デギウスはダイタニクスの生贄にされる形で殺されてしまい、デギウスのような犠牲者を出さないためにもバルバンを倒すことを誓った。
- 小林は、当初ヒカルの好きな食べ物をカレーと想定していたが、歩きながら食べることなどができないためドーナツに改められた。
- 第四十七章の脚本を担当したきだつよしは、すでにヒカルが成長して気持ちが揺らがないため、危機的状況にするのが一苦労であったと述べている。

ギンガイエロー
ヒカルが転生する戦士。雷のアースを用いる。
戦闘においては、ギンガベリックのようなスピードを生かして敵を掴んで電流のように素早く動いて引きずり回す戦法を駆使する。また小柄な体格を活かし、乗馬では誰よりも早く馬を走らせることもできる。剣の持ち方は順手。

サヤ
133代目の花の戦士。17歳。勝ち気で男勝りだが、母性的な優しさも持ち合わせる一生懸命な努力家。訓練も手を抜くことなく全力で行うが、張り切りすぎて逆に思い詰めてしまうこともある。植物や花に精通している。趣味は木登りだが、ケーキ作りという女の子らしい一面もある。転生前は、パチンコも使用する。
ヒュウガに淡い憧れを抱いており、彼の言葉を励みに頑張ってきた。リョウマ同様にブルブラックの正体がヒュウガだと思ったこともある。
ヒカルとは喧嘩が絶えない姉弟のような関係。ヒカルとは同い年で、彼と違ってしっかり者の印象が強いが、実際はヒカルに負けず劣らず子供っぽい。ヒカルよりも後に生まれており、5人の中では最年少である。
アイドルの星野美咲と瓜二つ。
- 小林は、「-だわ」などの女性的な言葉遣いを好んでいないため、紅一点でありながら男勝りな戦士という設定となった。ヒュウガに想いを抱いているという設定は、リョウマ以外にヒュウガとの関係を持たせておくために設けられた。サヤの主役回を多く執筆した荒川稔久は、思春期の少女でありながら男勝りな戦士でもあるという心の揺れ動きをどう昇華させるかが悩みどころであったといい、また戦いが一辺倒にならないよう花の戦士としての柔らかさも出すように心がけたという。
- 第三十九章の脚本を手掛けたきだは、当初鈴子先生が巨大化させられてゴウキが怒るという展開を考えていたが、ゴウキの主役回は小林が担当していたためサヤが巨大化するという展開に改めた。その初期案では巨大ギンガピンクと重騎士が並び立つという描写を想定していたが、展開上ヒュウガは絡ませられなかったため却下となった。

ギンガピンク
サヤが転生する戦士。花のアースを用いる。
戦闘においては、華麗な身のこなしでギンガットのような爪を使った連続攻撃を駆使して戦う。剣の持ち方は逆手。

### 黒騎士
黒騎士ブルブラック
タウラス星の戦士。
バルバンに故郷のタウラス星を滅ぼされた上、自身と一緒に星を守る戦士を目指していた幼い弟・クランツをゼイハブ（加えて、ブドー魔人衆の砂爆盗）に殺された敵討ちのためにギンガの光を入手し、バルバンを追って地球に辿り着いた。しかし、長い旅で消耗したせいでギンガの光を狙うサンバッシュに追い詰められ、やむを得ずギンガの光を手放して偽の隠し場所を教えた後、用済みとして撃たれて地の底に落ちていった。バルバンへの復讐心だけを支えに3,000年生き延び、復活したバルバンとの最初の戦いで地の底に落とされたヒュウガを取り込み、彼のアースの力で復活を果たした。
かつては星を守るために戦う誇り高い戦士だったが、守るものを失った今ではバルバンへの復讐とギンガの光を取り戻すためなら手段を選ばなくなっている。バルバンという共通の敵を持ちながらギンガマンとも争うが、非道を厭わない行動にヒュウガの心が目覚めて妨害を受けるようになる。ギンガマンとして立ちふさがったヒュウガの弟のリョウマには含んだ物言いをする。
ギンガの光がギンガマンの手に渡ると、火山の火口にエネルギーを送り込んでバルバン諸共地球を爆発させようとし、ゴウタウラスに「昔に戻りたい」と離反されてしまう。この目論見はギンガマンに阻止され、自分を説得するリョウマに自分が死ねばヒュウガが助かると教えて憎しみを引き出そうとするが、何かを守るために戦うことを教えてくれたヒュウガなら殺したところで喜ばない、自分たちは星を守るために戦っていると剣を収めたリョウマにクランツの面影を見る。
大量のマイナスエネルギーを貯めたワンガワンガの槍が火口に落ちて地球は爆発寸前に陥り、止めようとするギンガマンを尻目に復讐の終わりを確信するが、クランツの幻に「星を守ろう」「星はいっぱいある。人もいっぱいいる」と諭され、ついに星を守る心を取り戻す。そしてヒュウガを解放して再び駆け付けたゴウタウラスに新しい仲間を作るよう言い残すと、クランツと手を繋ぐ幻を見ながら火口に飛び込み、自身の命と引き換えに爆発のエネルギーを抑えて地球を救った。
死の直前に自らの意識を愛剣・ブルライアットのクリスタルに封じ込めており、死後も黒騎士となったヒュウガに協力。彼が変身した2代目黒騎士の胸と額のクリスタルにも魂を宿している。
劇中では、黒騎士のほうで呼ばれることが多かった。剣は逆手に構える。

ヒュウガ
リョウマの兄で、文武両道に優れるギンガの森で最も強い戦士だった。27歳。ギンガマン5人の頼れる兄貴分で、ヒカルやサヤには実の兄のように慕われている。生真面目で飾らない好青年だが、晴彦のくだらない駄洒落を聞いてもすぐに笑ってしまうほど笑いの沸点が低い。
本来は133代目のギンガレッドになるはずだったが、継承式の最中に現れたバルバンとの戦いにおいて、リョウマに剣を託した後、地の底に落とされてしまった。
そのまま死亡したと思われたが、実はマグマに飲まれる寸前のところで黒騎士ブルブラックに救われ、彼に取り込まれる形で生き延びていた。復讐に刈られる彼の気持ちを理解してはいたが次第に暴走する彼の行動を心の中で止めに入り妨害するようになる。リョウマの言葉でようやく改心したブルブラックに解放されて生還し、リョウマたちとの再会を果たす。リョウマの成長を認めてギンガレッドを譲った後、ブルブラックの遺志と力を受け継ぎ、ブルライアットを使って2代目黒騎士になる。
イリエスの攻撃で衰弱したゴウタウラスを人質にしたブクラテスに同行を強制され、ゼイハブを倒す方法を知るブクラテスについて行く決意をした。ゼイハブの「星の命」を破壊できるというナイトアックスを使うため、アースを消す効果がある沈み草（）を飲み、ギンガの森の民の資格でもあるアースを自ら捨ててしまう。初めは利害関係だったブクラテスと徐々に心を通わせていくが、隠れ家を襲われたことでその関係は終わりを迎え、死に目にも立ち会えなかった。
最終決戦でゼイハブにナイトアックスを壊されて自身も傷を負うが、リョウマに「星を守ろうとする心がある限り、アースはなくならない」と教えられたことで、自身のアースを復活させた。
当初のコスチュームは赤が基調だったが、ブルブラックから解放された際には、ボロボロになっていたため、サヤが中心になって黒を基調としたものに新調された。
- ヒュウガが6人目の戦士になることは最初から決定しており、小林はヒュウガが復活するまでに子供たちから忘れられないよう回想シーンを入れたり偽物を登場させるなどしている。髙寺は、追加戦士を取って付けたような強いキャラクターにしたくないと考え、キャスティングと同様に先輩戦士と位置づけた。
- 小林は、復活後に5人と一緒に暮らしているとキャラが薄くなっていったため、ブクラテスと絡め離脱する展開としたと語っている。

黒騎士
ヒュウガが騎士転生する戦士。
戦闘においては、剣術や炎のアースに加え、黒騎士の能力も使用する。剣の持ち方は順手。
- 『海賊戦隊ゴーカイジャー』では番外戦士として扱われた。

### 協力者
青山 勇太（）
9歳の少年で、気配りができるしっかり者。伝説を信じない現代っ子だったが、リョウマとギンガレオンたちとの出会いを通し、自分も星を守る戦士になりたいと願うようになる。
タグレドーの毒に侵される、氷度笠に眠らされる、ガーラガーラの術にかかるなど、災難に巻き込まれることも多い。当初はボックやモークと共にギンガマンの戦いを見守るしかできず、「僕にもアースがあれば戦えるのに」と悔しがるが、リョウマには勇太にもアースはあり、星を守ろうとする気持ちがアースなのだと諭された。
次第にリョウマやハヤテから戦士の心得を教わって剣術も学びながらギンガマンたちと深く関わるようになり、次第に勇気を身に付けていく。それからは直接戦うということはないが何度もギンガマンを救ってきた。
第六章ではギンガレオンと心を通わせてガレオン星の石をギンガレオンからもらい、それが星獣たちを救う鍵になった。
『救急戦隊ゴーゴーファイブVSギンガマン』では、「星の伝説」を持って登場。『ギンガマン』のキャラクターでは最初にゴーゴーファイブと接触した。
- 勇太のキャラクターは、初期案でのレッドが交流する動物病院の女医の息子が原型となっている。小林は勇太を足手まといにはしたくないと考え、子供が人質になるような展開などではゲストに別の子供を登場させている。

青山 晴彦（）
勇太の父親で、絵本作家。40歳。
伝説に伝わる「不思議の森」を見つけて、それを絵本にしたいと思っていた。よくスベる駄洒落を口にする。温厚で優しい人物だが、おっちょこちょいな性格。なにか役に立ちたいと張り切るがほとんどが裏目に出てしまう。第三十六章では、屋根の修理の手伝いをしていた際に誤って接着剤をこぼしてハヤテと手がくっついてしまうというトラブルを起こす。ハヤテの力になろうとするが散々引っ掻き回してハヤテのお荷物となってしまうが、爆弾のリモコンを破壊してギンガグリーンとタッグを組んでボンブス撃破に貢献する活躍を見せた。
住むところをなくしたリョウマたちにシルバースター乗馬倶楽部を紹介する。その後はギンガマンとバルバンの戦いを描き続け、彼らの活躍を「星の伝説」というタイトルの絵本にまとめた。

知恵の樹モーク
長老オーギに渡された種から生まれた樹木型の生命体。温厚で深い知性を感じさせるリョウマたちの相談役で、必要な時にリョウマたちを厳しく諌める司令塔のような存在。
木の根を通して見聞きした情報はかなり精確で、リアルタイムでギンガマンにバルバンの動向を教えたり、ギンガブレスを介して的確なアドバイスを行う。新しい武器・獣撃棒を生み出したりもする。
ヒカルの頼みで獣撃棒をパワーアップしたが、無理が祟って命の危機に瀕してしまう。直後にギンガマンのアースを蝕む地球魔獣の汚染物質を吸収し尽くし、枯れてしまった。一度もギンガの森を見ることが叶わないまま、勇太とボックに見守られて種に戻ってしまう。ギンガの森が復活した後、オーギが種をギンガの森に植えて復活した。
『星獣戦隊ギンガマンVSメガレンジャー』では、メガレッド=伊達健太と出会った際、健太からは親しみをこめられ、「モークのおっさん」と呼ばれた。
- デザインは阿部統が担当した。
- 初期案では、森の民であるレッド以外の4人はツリーハウスに住んでいるという設定で、これをレギュラーセットとして実現可能なものに再構築したものがモークとなった。

妖精ボック
小さな木の実の妖精。慌てん坊でお調子者だが、優しく勇敢な面も持っている。第四十五章の本人のセリフから両親がいることが判明したが、劇中には未登場。
葉っぱ状の襟巻きを回転させて空を飛ぶ。セリフの語尾に「〜ボック」と付ける。魔人ヂェンゾスの回転ノコギリでも切れないほどの石頭。食べ物は人間と同じ。
最終回のエンディングはボックの言葉で締めくくられた。
『轟轟戦隊ボウケンジャー』の「30戦隊大全集」ではボックの人形が登場した。
- デザインは阿部統が担当した。

長老オーギ
ギンガの森の優しさと厳しさを併せ持つ仙術を身につけた長老。星獣剣継承の儀式を司る。バルバンがギンガの森に攻め込んだ際、森の力を悪用されないようにアースでギンガの森と自身を含めた森の民を石化させ、湖の底に沈めた。最終決戦後にギンガの森を復活させ、6人を称えた。

ミハル
ハヤテの婚約者。命を守る温かさにあふれたアースの持ち主。バルバンの復活がなければハヤテと結婚式を挙げる予定だった。
オーギの術で他の住民と共に石化し、ギンガの森とともに湖の底に沈んでしまう。終盤にはシェリンダに作られた幻（ハヤテのお守りから作られた偽者）が登場している。最終回で復活しハヤテと再会を果たした。

水澤 鈴子（）
若竹小学校の教師で、勇太のクラス・3年1組の担任。26歳。
勇太の授業参観に来られなかった勇太の両親の代役で出席したゴウキに一目惚れされ、ゴウキの強さと優しさを知って親しくなる。実家ではトマトを栽培している。姉がいるが、劇中では未登場。
第三十五章ではバマースの攻撃で怪我をしてしまう。病室で岸本からゴウキが作ったお守りを渡され、優しすぎるゴウキを自分が引っ張ろうと決意する。身を引こうとしたゴウキに自分の身は自分で守れるとヤートットを倒してみせて安心させた。戦いの後、告白しようとしどろもどろしていたゴウキに「私だけを守ってくれるより、星を守って戦っているゴウキさんが好きなんです」と逆に告白した。
- 登場シーンのBGMには「ピアノ協奏曲第21番」が用いられている。
- 小林は、初登場した第十一章で監督の長石多可男が外れた戸を足で蹴飛ばして直す演出をしたことで、鈴子先生のキャラクターが形になったと述べている。

岸本 俊介（）
32歳。ゴウキの恋のライバル。鈴子先生とは赴任している学校が違うが、かつて教員研修で知り合った際に一目惚れした。正直者のゴウキとは違い、せこい手で鈴子先生の気を引こうとしたが相手にされなかった。
戦士であるために鈴子先生だけを守れないばかりか、彼女を巻き込んで怪我をさせたゴウキを非難して身を引くよう迫り、ゴウキに先生へのお守りを託された。お守りを一旦は捨てようとしたものの彼女に渡しているところをみると姑息な手を使うものの、完全に悪者になりきれない面もある。ゴウキを追い払ったが結局は鈴子の告白を見届けた後で号泣する。
第四十四章で再び登場し、ゴウキを恋の師匠として尊敬するようになるが、実はやっぱり諦めきれなかったために、ちゃっかり鈴子にアピールして振り向かせようとしていた。結局は潔く負けを認め、肩を負傷したゴウキが最大出力の獣撃破を放とうとした際、肩を貸して地球魔獣の撃退を助けた。

## ギンガマンの戦力
技名の多くは、サブタイトルと同じく「○○の××」となっている。

### 装備
ギンガブレス
ギンガマンの5人が左手首に装備している聖なる腕輪。3,000年前、5大星獣が自分たちのパワーを込めて作り上げた。「ギンガ転生」の掛け声と共に、ベゼル（ダイヤル）の矢印を自分の色に合わせ、スイッチを押すことにより、アースの力でギンガ聖衣が身に纏われて変身する。また、これを使ってモークとの通信もできるが、ブレス同士での通信は不可。初代ギンガマンの戦いの後、雄叫び山に保管されていた。

ギンガ聖衣（）
5大星獣のパワーや特徴が、形となって現れた強化服。この強化服は5着とも5つのギンガブレスに込められた星獣パワーが全て異なるため、5大星獣それぞれに似た形と特性を持つ。各戦士それぞれのアースが強化される。

星獣剣（）
3,000年前に5大星獣から初代ギンガマンに与えられた剣。バルバンを封印した後もギンガの森の民に受け継がれていた。アースを正しく使える者だけが持てる剣で、普段から戦車を難なく斬り裂けるほどの切れ味があり、剣に込められた星獣の力とギンガマンのアースを一つにすることによって、以下のような強力な技を繰り出す。転生前は背中に背負っているが、転生後は刃が収縮し、鍔が折りたたまれた状態で左腰のホルダーに収めて携行する。

自在剣・機刃（）
第五章にて登場。通常は獣の牙のような形態だが、開いて中からグリップを取り出して状況によって5つの形態に変形させて使用する。5つの形態は全員が使い分けられるが、一応一つの形態がそれぞれのメンバーの特性に合わせている。5大星獣を銀星獣へと大転生させる効果と銀星獣およびギンガイオーにアースを伝達する操縦桿の役目も有する。
5つの機刃を星形に合わせた状態から星獣パワーを集めてスパークさせ、機刃の激輪（）というアースの力の破壊ビームを放つ。
3,000年前、星獣剣同様に星獣たちが初代ギンガマンに与えた武器であり、当時の戦いにおいて、サンバッシュ魔人団のバクターに盗まれてしまうが、現在のギンガマンの活躍で奪還に成功した。
- 玩具は当初レッド用カラーのみ発売されたが、好調により他の4色も限定発売された。

キバカッター
主にギンガレッドが使用する機刃の下部からグリップが飛び出した短剣形態。星獣パワーを充填・増幅して炸裂させると直径30センチメートルの鉄の柱を真っ二つにできる。第十七章では、勇太がリョウマから借りて使用し、爆弾人形の制御装置を破壊した。ギンガグリーンとギンガピンクも使用。
キバショット
主にギンガグリーンが使用する機刃を下部と中心として展開した二門銃形態。アースを光線にして撃ち出し、鉄の扉も溶かしてしまう。この形態は作中唯一全員が使用したことのある形態である。
キバクロー
主にギンガブルーが使用する機刃を2つに分断して下部の部分にグリップが装着した鉤爪。2つの刃に敵を引っ掛けて、豪快に投げ飛ばしたり、コンクリートの壁でも切り裂くことができる。ゴビース戦では、ギンガブルーの戦法を担当したギンガイエローが使用。
キバナイフ
主にギンガイエローが使用する機刃を分割した2本の短剣。両手に持って斬りつけたり、手裏剣のように投げつけて攻撃する。第三十一章ではギンガグリーンも使用。
キバアロー
主にギンガピンクが使用する機刃を分断して下部の部分に弓のように装着した形態。光の矢で、遠くの敵を連射して貫いたり、刃の部分で敵を切りつけることもできる。怒涛武者戦ではギンガイエローも使用し、2人でキバアローを放った。

獣撃棒（）
第十三章より登場。棍棒型の新型可変武器。ギンガマンの戦力向上のためにモークが考案したもので虚無八の木を腐らせるカビに苦しみながらも命懸けで生み出した木の実から誕生した。
通常の格闘戦用の棍棒形態から遠距離攻撃が可能な大砲形態の獣撃破（）にも変形。アースを通常より多く込めての発射も可能だが、その際には強烈な反動が発生し、肩を負傷していたゴウキを補佐した岸本先生は失神するほどのダメージを受けている。アース以外の弾丸の発射も可能であり、バルバエキスを注入されて、体が膨らんだ仲間たちを元に戻すために、ギンガピンクがバルバエキスの中和剤を獣撃破で撃ち込んだこともある。
獣撃棒を用いた技はギンガレッドが棍棒形態の獣撃棒を振り回してアースを増幅させ、敵を殴りつける猛火獣撃（）。獣撃破を用いた技は5人で一斉に獣撃破からアースと星獣パワー、大地のパワーを撃ちだす銀河獣撃弾（）。
第四十七章にはヒカルのわがままに応えるような形で、地球魔獣の毒に苦しめられながらもモークによって変身前でも使用可能な新獣撃棒（）へと強化され、必殺技も閃光獣撃弾へとパワーアップした。
- 撮影時期の関係上、テレビシリーズのその後を描いた『星獣戦隊ギンガマンVSメガレンジャー』では元の獣撃棒に戻っている。

ギンガの光（）
3,000年前に黒騎士ブルブラックが地球に持ち込んだ意思を持つ伝説の超エネルギー。ブルブラックがサンバッシュに倒される直前に手放したことで地球の地下にある聖なる泉に隠れ潜んでいた。第十二章にて秘密にしていたサンバッシュがその存在をはじめて明かし、バルバンの捜索の末に第二十二章にてついに出現した。バルバン、ブルブラック、ギンガマンの三つ巴の争奪戦の末、新たな破壊が生まれるくらいなら破壊するべきと判断したギンガマンの正義に味方することを選び、ギンガマンに味方した。
獣装光ギンガマン（）
第二十三章にて初登場。ギンガマンの正義の心に味方したギンガの光が宿り、彼らをパワーアップさせた強化形態。「唸れ、ギンガの光！」と叫ぶことで装着される。
ギンガの光を5人が5つに分けて持っているので、5人が揃っていないと獣装光することは出来ない。
ギンガの光の影響で星獣剣も変化し、刀の鍔の部分が変化して通常の10倍の威力になり、集中させたアースの光弾剣星破を発射可能な閃光星獣剣（）となり、左腕には厚さ50センチメートルの鉄を斬り裂き、伸ばすことも可能な獣装の爪（）と中央部分にギンガの光が封入され、全身に力を送り出す獣装光輪（）、両腕脚には腕力と脚力を20倍にアップさせる獣装輪具（）、ベルトにはエネルギーバリアを発生して全身を保護する獣装防具（）を装備している。
必殺技は、ギンガの光を全開にしてギンガマン全員が光の弾丸となって敵に体当たりする銀河の戦光（）。この技は後期の主要必殺技となり、単体でも使用可能。
- 髙寺は、前作のVシネマ『電磁戦隊メガレンジャーVSカーレンジャー』に登場したメガテクターのようなものをやるなら、Vシネマよりテレビシリーズで出したほうが有効だとの意見が出たことにより導入されたものであることを語っている。

機動馬ガレオパルサー（）
第三十二章より登場。5人のギンガの光のエネルギーを集中させ誕生した特殊装甲二輪車。フロントカウル部はギンガレオン（銀星獣時）の頭部形状。出現コールは「吼えろ、ギンガの光」。ギンガレッドが乗り込み、最高速度時速500キロメートルで疾走する。激走形態と呼ばれる基本形態と突撃形態と呼ばれる必殺技形態を持つ。目の形状をした部分から獅子熱線弾を放つ。必殺技は装甲を閉めて車体を炎で纏って突撃形態に変形した状態で敵に体当たりする獅子の装光（）。使用後は獣装光に戻る。

獣走馬（）
ギンガマンの愛馬。それぞれの乗り手に合わせた色の馬具（ブリンカーなど）を纏っている、最高スピードは時速300キロメートル。
毛色はレッドスパークが芦毛、ブルーホライズンが月毛、その他の3頭は鹿毛。
劇中では、第一章、第二章、第二十章のみの登場で、第二十章では、ギンガレッドが氷度笠との騎馬戦を展開。また、同話でリョウマが変身したとき、レッドスパークの体に装甲がなされた。
この他、『救急戦隊ゴーゴーファイブVSギンガマン』ではヒュウガが黒い馬を使用している。
- レッドスパーク（ギンガレッドの馬）
- グリーンウィンド（ギンガグリーンの馬）
- ブルーホライズン（ギンガブルーの馬）
- イエローサンダー（ギンガイエローの馬）
- ピンクフラワー（ギンガピンクの馬）

### アース技
ギンガマンと2代目黒騎士は転生前も含め、アースを利用した技が使える。アースに必要なのは強さだけでなく、命を守る優しさである。
炎のたてがみ
リョウマとヒュウガの技。手のひらから凄まじい炎を放射する。2人で同時使用するダブル炎のたてがみは最終決戦ではゼイハブの星の命を破壊した。第四十九章では、ギンガレッドは仲間たちのアースで強化して放ち、地球魔獣を焼き尽くそうとするが、焼き尽くす前に成体化を許してしまう。ヒュウガは黒騎士の姿で使用したことは一度もなかった。

嵐のはばたき
ハヤテの技。手のひらから嵐を巻き起こし、敵を吹き飛ばす。風を操って音の流れを変える風波鳴動（）という応用技もある。

流水の鼓動
ゴウキの技。地下から大量の水流を両腕から噴き出し、敵を押し流す。『百獣戦隊ガオレンジャーVSスーパー戦隊』では地面から直接水を噴き上げていた。

雷の雄叫び
ヒカルの技。手のひらから敵に放電する。地面から遠くの敵を狙い撃ちするパターンもある。強化版の電気エネルギーを両腕から発して敵に浴びせる炸裂天昇（）もある。

花びらのツメ
サヤの技。沢山の花吹雪を撒き散らし、次々と爆発させる。

アース光招来
5人のアースを合わせた合体技。光の玉を作り出し、バルバンに電気を奪われて暗くなった夜の街を照らしたり、魔人タグレドーの毒によって力尽きた星獣を生き返らせようとした。

アースを用いての光線技
全員で放つ光線。『ギンガマンVSメガレンジャー』において、ゲルマディクスとの初戦で使用するが通用しなかった。

### 剣技
ギンガレッド
炎一閃（）
星獣剣の刀身に炎のアースを集中し、4千度の炎と共に縦一閃に斬り裂く。バルバンとの初戦でゼイハブ相手に初使用。コルシザー、傀儡大夫、再生虚無八、再生闇丸、再生鬼丸を倒した。リグロー戦では激流一刀との同時攻撃で倒している。
二刀一閃（）
星獣剣の炎のアース、キバカッターの星獣パワーを全開にし、宙返りしながら、4千度の炎と共に×字に横一閃に斬り裂く。マンディガー、サンバッシュを倒した。
獣火一閃（）
二刀一閃の強化技。閃光星獣剣と獣装の爪に炎のアースと星獣パワーを漲らせ、炎と共に×字に斬り裂く。ブドー戦で初使用。ゼイハブにトドメを刺した技でもあるが、その際には、炎一閃の掛け声で放った。

ギンガグリーン
疾風一陣（）
星獣剣に風のアースを漲らせ、真空の刃と共に逆手から斜め袈裟に斬り裂く。シェリンダを倒した。ドレッドレッダー戦では雷一掃との同時攻撃で倒している。
二刀一陣（）
星獣剣に風のアース、キバカッターに星獣パワーを集中させ、宙返りしながら、真空の刃と共にX字に斬り裂く。

ギンガブルー
激流一刀（）
星獣剣に水のアースを込め、水流と共に斜め袈裟に斬り裂く。リグロー戦では炎一閃との同時攻撃で倒している。
『ガオレンジャーVSスーパー戦隊』では獣装光状態で使用。再生タイヤオルグを倒した。

ギンガイエロー
雷一掃（）
星獣剣に雷のアースを集中し、5万ボルトの電圧の電流と共に斜め袈裟に斬り裂く。ドレッドレッダー戦では疾風一陣との同時攻撃で倒している。デギウスとの決闘では決め手になるもトドメを刺そうとまではしなかった。
落雷両斬
星獣剣とキバカッターにアースを集中し、空中からX字に斬り裂く。
キバナイフ・兜割り
空中回転した後、キバナイフを勢いよく振り下ろし、相手の装甲を砕く。静子の包丁捌きをヒントに編み出し、ドルマーを倒した。

ギンガピンク
花一心（）
星獣剣に花のアースを集中し、花びらの爆発と共に逆手から斜め袈裟に斬り裂く。怒涛武者戦で初使用し、雷一掃と同時で放つが通用しなかった。また、バンク映像が用意されず、使用も怒涛武者との初戦のみであり、星獣剣を使った技で一度も決め手にはならなかった。
二刀一閃
使用するアース以外はギンガレッドが使うのと同じ技。攻撃分析能力で相手の能力を使用できるゴビースの裏をかいて使用した。

### 通常技
ガレオンアタック
ギンガレッドの技。獣のごとく飛びかかっての攻撃。

ガルコンフライ
ギンガグリーンの技。低空飛行のような状態で空中を移動する攻撃。

ガリラパワー
ギンガブルーの技。空中から敵に激突し、怪力で腕や首を締め上げる攻撃。

ガベリックラン
ギンガイエローの技。敵を掴み、地上を高速走行して、岩石や大木にぶつけて戦闘力を低下させる攻撃。
- 撮影では、ヤートットをピアノ線で引っ張っている。

ガットクロー
ギンガピンクの技。空中から飛び掛って爪で体をずたずたに引き裂く攻撃。

### 黒騎士の専用装備
ブルライアット
黒騎士が左腰に携行している鞘付きの剣。剣形態のセイバーモードと鞘に収めた状態から変形させた銃形態のショットガンモードの2形態を持つ。セイバーモードはエネルギーを鍔の部分に埋め込まれているクリスタルに注入することによって厚さ80センチメートルの鉄を斬り裂く。ショットガンモードは大きな岩も粉々に撃ち砕く。
ブルブラックの死後はヒュウガに受け継がれ、黒騎士に変身するためのアイテムにもなった。ヒュウガの「騎士転生」の合図と共に、ブルライアットを掲げ、ブルライアットのクリスタルから放出されたエネルギーがヒュウガの身体を包み込み、黒騎士の姿となる。
必殺技はセイバーモードのブルライアットにエネルギーを集中させて前宙し、敵を一刀両断する黒の一撃。空中から飛び込んで袈裟斬りにする黒の衝撃（ブルブラックのみ使用）。跳躍して、敵の頭上からショットガンモードで光弾を浴びせる黒の撃弾。地面に突き立てることで、結晶状の結界を張ることも可能。第二十五章において、地球を救うために火口に飛び込む直前のブルブラックが、近くにいるギンガマンたちを爆発の巻き添えにしないために展開した。
ブルブラックは逆手、ヒュウガは順手と剣の持ち方が、それぞれ異なる。

黒のナイフ
ブルブラックの弟・クランツの形見のナイフ。氷度笠に投げつけ、ギンガレッドに勝機を与えたこともある。ブルブラックは黒のナイフを自身の胸部のクリスタルに突き刺すことで、ヒュウガの意思を封じ込めたが、改心後はナイフを引き抜くと共にヒュウガを解放。

ナイトアックス
第三十九章より登場。ヒュウガとブクラテスが特殊製法で作り上げた黄金の戦斧。
星の命を破壊できる唯一の武器だが、アースを持つ者には激しい電撃とともに大ダメージを与えてしまうため、触ることも不可能。ヒュウガはこれを使いこなすために、ギンガの森では禁断の薬草である沈み草（）を飲むことで一時的にアースを捨てた。ナイトアックス完成後のヒュウガは黒騎士・ブルタウラス両方の姿のときもこの武器をメインとして使用するようになった。ブクラテスの星の命を破壊できぬまま、ゼイハブとの最終決戦ではぶっつけ本番で星の命の破壊に挑んで星の命が埋め込まれているゼイハブの右胸に直撃させたが、ゼイハブは星の命を左胸に埋め替えていたために不発に終わった上、ゼイハブの火炎放射でナイトアックスは破壊されてしまった。

### 星獣・銀星獣
宇宙の惑星が自らを守るために生み出した神秘の動物。ギンガマンのパートナーでもある5体の星獣は、3,000年前の宇宙海賊との戦いの際地球に降り立って、ギンガの森の戦士の中から大自然の力・アースの優れた使い手を選び出し、ギンガブレスと星獣剣を与えて、初代ギンガマンとした。現代においては、5大星獣以外の星獣、重星獣と鋼星獣も登場し、ギンガマンと共に戦う。共通の能力として、敵に居場所を察知されないようにする結界を張ることが出来る。
5大星獣は第二章から登場。パートナーのギンガマンを体に乗せることでアースを増幅して使うことができ、より強力な攻撃を行える。また人語は話せないが理解することはでき、ギンガマンとは会話ができる。第六章でタグレドーの毒ガスを取り込み石化してしまったが、続く第七章にてギンガマンの持つ自在剣・機刃をアンテナにして、故郷の星からエネルギーを注ぐという命がけの方法により復活を果たし、同時に銀星獣への銀河大転生とギンガイオーへの合体という2つの能力も新たに会得した。有機的なデザインの星獣とは対照的に、銀星獣は全身が超合金ギンセイ鋼の装甲で覆われ、獣型ロボットに近いメカニカルなフォルムへと変化している。またこの形態ではギンガマンをパイロットとして内部に搭乗させることも可能となっており、操縦は立った状態でコックピット内の操縦盤にセットされた機刃を介して行われる。
『救急戦隊ゴーゴーファイブVSギンガマン』ではグランドクロスの影響で仮死状態にあったが、ヒュウガの炎のたてがみを通じてアースを注がれて復活した。
ギンガレオン
草原の惑星・ガレオン星の出身で赤いライオン型星獣。ギンガレッドのパートナーにして、5大星獣のリーダー。
必殺技は口から放つ灼熱火炎の剛火炎（）。ギンガイオー誕生までは、この技でコルシザー、リグロー、バクターを倒している。
銀星獣形態は鬣が無くなり、ライオンとはかけ離れた外見になっている。必殺技は肩の4カ所から高熱光線を発射する銀火炎（）。ギンガイオーの頭部と胸部を構成する。
- スーツは表面を岩のような質感で処理している。

ギンガルコン
風の惑星・ガルコン星の出身で緑の飛竜型星獣。ギンガグリーンのパートナーでもある。
マッハ3で飛行し、両手からはバリヤーを発生。必殺技は翼で突風を起こす轟旋風（）。この技でドレッドレッダーと傀儡太夫を倒している。
銀星獣形態はくちばしと耳が大きくなり、足の色と翼の形状も異なっている。必殺技は両翼から竜巻を発射する銀旋風（）。ギンガイオーの背中と腹部、ガルコンボーガンを構成する。

ギンガリラ
密林の惑星・ガリラ星の出身で青いゴリラ型星獣。ギンガブルーのパートナーでもある。
怪力と身軽さを活かした肉弾戦が得意。必殺技は怪力で敵を振り回して投げ飛ばす豪腕力（）。
銀星獣形態は頭部はさほどさほど変わりは無いが胸部に八方形状のパネルがついたボディになる。必殺技は胸から超低温の冷凍光線を放射する銀吹雪（）。ギンガイオーの腹部と下半身を構成する。
- スーツは表面をゴリラのような筋肉の質感で処理している。
- 特撮監督の佛田洋は、森からの出現シーンは映画『フランケンシュタインの怪獣 サンダ対ガイラ』をイメージしたと述べている。

ギンガベリック
森の惑星・ガベリック星の出身で黄色いオオカミ型星獣。ギンガイエローのパートナーでもある。
素早さに優れ、牙は鉄をも砕く。必殺技は肩の突起に雷エネルギーを集中させて、敵を切り裂く強雷撃（）。
銀星獣形態は前後の両足にある突起が無くなり、スマートな外見になる。必殺技は目から稲妻状の光線を放つ銀雷撃。ギンガイオーの左腕を構成する。

ギンガット
砂の惑星・ガット星の出身で桃色のヤマネコ型星獣。ギンガピンクのパートナーにして、5大星獣の紅一点。
戦闘では鋭い爪を駆使し、視力の良さから暗闇での戦いにも強い。必殺技は背中に生えた鋭い毛を針のように飛ばす合花弾（）。
第九章では聖なる力を奪う隕石の力で子猫になってしまい、母を亡くした少女、青柳ユウコのペットにされたこともある。
銀星獣形態は他の4体と比較して変化が著しく、桃色から白を基調としている。必殺技は口から花吹雪を吐く銀花弾。ギンガベリックの銀雷撃と合わせると銀閃光（）になる。ギンガイオーの右腕を構成する。
- 銀星獣形態のギンガベリックとギンガットはデザインの都合上、他の3体とは異なりミニチュアおよびCGのみで撮影された。第九章の子猫の姿は阿部統がデザインを担当。

### 重星獣
ゴウタウラス
第十九章より登場。火山の星・タウラス星の出身で黒いバッファロー型星獣。黒騎士のパートナーでもある。銀星獣や鋼星獣同様にロボットのような姿をしているが、強化変身や改造ではなく、最初から、この姿をしている。
銀星獣とは違い、アース技は使えないが、巨体を駆使した体当たりで戦う。必殺技は巨大な二本の角で、角を熱して敵に突進し、体当たりする騎獣激突。両目から光線を発射し、黒騎士を重騎士に巨大変身させることも可能である。
ブルブラック同様、母星を滅ぼしたバルバンに対しては強い憎しみを持っているが、星を守る優しい心も失ってはおらず、地球を滅ぼしてまでバルバンを倒そうとするブルブラックには従わなかった。そのブルブラックが自分の身を犠牲にして地球を救おうとした時は運命を共にしようとしたがブルブラックの言葉で思いとどまり、彼の死後はヒュウガを友とし彼のパートナー星獣となった。
イリエスとの決戦で重傷を負い、療養していたが、結界が弱まったことで星獣の心臓をダイタニクスに移植する作戦の標的とされたが、その最中バルバンへの復讐を誓ったブクラテスに捕らえられて樽に封印され、ヒュウガは従わざるを得なくなってしまう。その後ダイタニクス戦で一時的に解放され、ブクラテスの死後は完全に解放された。

### 分身獣
ギガライノスとギガフェニックスの分離状態の乗り物型星獣。ギガバイタスに格納・運搬される。
- 特撮監督の佛田洋は、メカだが星獣でもあるという設定から『宇宙鉄人キョーダイン』をイメージしたキャラクター性のある動きをつけ、ウルトラシリーズの発進描写と差別化を図っている[79]。

#### ギガホイール
ギガライノスに合体する車型分身獣。
- ラフデザインでは5台の惑星探査車が合体したものだったが、後に動物モチーフに修正された[6]。

ギガホイール1
バギー型ギガホイール。ギガライノスの頭部に変形する。

ギガホイール2
タンク型ギガホイール。ギガライノスの胸部に変形する。

ギガホイール3
装甲車型ギガホイール。ギガライノスの腹部に変形する。

ギガホイール4
自動車型ギガホイール。ギガライノスの両腕に変形する。

ギガホイール5
トレーラー型ギガホイール。ギガライノスの両脚に変形し、余剰パーツがヘッドギアとなる。

#### ギガウイング
ギガフェニックスに合体する飛行マシン型分身獣。
ギガウイング1
戦闘機型ギガウイング。ギガフェニックスの頭部と両腕に変形する。

ギガウイング2
ブースター型ギガウイング。ギガフェニックスの胸部に変形する。

ギガウイング3
ホバー型ギガウイング。ギガフェニックスの腰部に変形し、余剰パーツがヘッドギアとなる。

ギガウイング4
ジェット機型ギガウイング。ギガフェニックスの右脚に変形する。

ギガウイング5
ジェット機型ギガウイング。ギガフェニックスの左脚に変形する。

### 巨大戦士
ギンガイオー
第七章から登場。5体の銀星獣が星獣合体した銀河獣士。身体はギンセイ鋼製。アースを増幅して放つこともできる。5人全員いなければ合体できないが合体後の操縦は5人揃っていなくても可能。
武器・基本技は星獣パワーを集めて形成した世界一の強度を誇る金属ギンセイ鋼の長剣銀鎧剣（）とギンガルコンの胴体部が変形したガルコンボーガン。アースと星獣パワーを集中させた銀鎧剣の刀身を発光させた状態から放つ連続斬りで繋ぎ技にも位置する銀河獣王斬り（）。顔から増幅させた炎のアースを放射するギンガイオー銀火炎、右肩から増幅させた花のアースを放つギンガイオー銀花弾、ギンガイパンチ。
必殺技はガルコンボーガンの先端（ギンガルコンの口）から放つアースを変換させた光の矢の流星弾（）。ガルコンボーガンは最初は銀鎧剣が姿を変えたものとして描写されていたが、合体バンクなどでギンガルコンの胴体部を背中に装着したまま銀鎧剣を使用することに対し、矛盾が生じていたため、第九章からはギンガルコンそのものが背中から外れて、ガルコンボーガンとして手元に飛んでくるという描写に変更された。ダグレドーとミザルスとの戦いでは銀河獣王斬りが決め手になっている。
合体前と同様に各星獣のコックピットから操縦を行うが、最終章ではギンガレオンのコックピットに全員が集結した。
- 生きている動物が合体することから、通常のアニマルメカのように変なところで分離したり、体を真っ二つに裂くなど生物的に無理な変形を避け、ギンガリラのように可動とスライドのみでロボットにするものとなった。

超装光ギンガイオー（）
第二十四章から登場。ギンガイオーが獣装光ギンガレッドの「超装光ギンガイオー」の合図と共に、内部から獣装光ギンガレッドがギンガの光を放出したことで超装光した強化形態。頭部・胸部に強化パーツが施され、馬力は以前の5倍に上昇している。
武器は銀鎧剣をギンガの光によって超装光させた超銀鎧剣（）。ガルコンボーガンも引き続き使用可能だが、劇中での使用は後述の地球魔獣戦のみ。
必殺技は超銀鎧剣の刀身を発光させた状態で右袈裟斬りを放ち、敵を石のように砕け散らせる銀河大獣王斬り（）。ダイタニクス戦では飛び込みながら逆水平に横に斬りつけ、着地後すかさず左逆袈裟斬りで決める銀河獣王無尽斬り（）を使用。地球魔獣戦では、炎のアースを込めた超銀鎧剣で斬る銀河獣王火炎斬り、ガルコンボーガンを使用したアースの矢を発射する火炎流星弾、ギンガマンと鋼星獣のアースをギンガイオーに集めて両手から炎を放つ合体技ギンガ大火炎を使用した。ただし、これらの技は炎のアースを大幅に消耗するため、ギンガレッドの体に負担がかかる上、大火炎以外の技は地球魔獣には通じなかった。
- 初期は銀鎧装という名称だった。
- 玩具では、この追加装甲部分はキャンペーンの賞品として登場し、後に黒騎士ヒュウガの人形やナイトアックスが同梱された「銀河大決戦セット」として一般販売も行われた。当時バンダイ担当者であった野中剛は、前年の『ビーロボカブタック』での「キャプテントンボーグセットプレゼント」の成功を受け、同年の『テツワン探偵ロボタック』の「ランドツールプレゼント」と同時展開したものであると述べている。野中は、後に一般販売されたことについて抽選から外れた子供への救済措置を意図したものであったが、当選した子供たちへの配慮にも苦慮したことを語っている。

重騎士（）
第十九章から登場。黒騎士がゴウタウラスの目から発射される光線を浴びて巨大変身した姿。
武器は二本一組のブルソード。それを用いて、敵をXの字に斬り裂くクロスファイヤー斬りという技があるが、劇中未使用。ゴウタウラスに騎乗して移動することもある。
- ゴーグルは黒騎士と共通のデザインとなっている。

合身獣士ブルタウラス
第十九章から登場。重騎士の騎獣合身の呼びかけと共に、後ろ足で立ち上がるように変形したゴウタウラスが重騎士を体内に格納することによって誕生する獣士。
武器はブルソードの柄同士を合体させて槍状にしたツインブルソード。また設定上では、ブルソードを胸の鎖に取り付けることによりブルチェーンソードにもなる。
必殺技はツインブルソードを構えて回転しながら敵に突っ込む野牛鋭断（）。ナイトアックス入手後は、ナイトアックスで光の輪を描きながら一回転させ、敵に全力で振り下ろす野牛烈断（）を使用。初使用時はダイタニクスにダメージを与え、最終決戦では荒くれ無敵城を破壊した。
『星獣戦隊ギンガマンVSメガレンジャー』ではゴウタウラスが他のパートナー星獣よりも先に地球に戻っていたため、ギャラクシーメガと共にいち早く巨大戦に参戦している。

### 鋼星獣
第二十九章から登場。元はバルバンに滅ぼされた星の星獣であり、石化して宇宙を漂っていたところをビズネラに捕らえられ戦闘兵器として改造された姿で、ビズネラがバルバンに売りつけるため地球に持ち込んだ。登場した当初はビズネラと魔人バルキバルキの持つ操縦機によって操られ、ギンガマンと敵対していたが、星を守る正義の心は改造されても残っており、第三十章においてギンガマンと星獣たちの懸命の呼びかけで正義の心を取り戻す。その際に頭部の形状と胸の装甲も変化した。
基本的には各々専用の武器を使うがお互いに交換して使うことも可能。合体する前後と必殺武器を使う一瞬だけ、かつての姿が確認できる。兵器たちが翼をばたつかせたり、車輪を動かしたりと生物的な挙動を見せる。
『星獣戦隊ギンガマンVSメガレンジャー』ではゲルマディクスとの戦いでギガライノスとギガフェニックスが爆発してしまう。
- 初期案では、ギガライノスとギガフェニックスのほかに5機合体ロボット3体の登場が検討されていた[6]。
- 当時バンダイ担当者であった野中は、予想もつかない商品群の一つとして年末商戦向けに5体合体ロボの2台同時発売を企画したと述べており、劇中でギガライノスとギガフェニックスのどちらが活躍するか楽しみにしていた子供も多く、セールスは成功であったと語っている[8]。
- 巨大兵時の頭部[注釈 37]は下條美治がデザインを担当した[94]。

ギガライノス
沼の惑星・ライノス星の出身で赤いサイ型星獣。鋼星獣になってからは、5台の車型分身獣・ギガホイール1 - 5が獣陸合体（）して人型になる。
陸戦タイプのパワーファイターであり、防御力と集中力にも長けており、嗅覚と聴覚が極限まで発達している。足に付いている車輪で地上を走行。
武器は各ギガホイールの合体時の余剰パーツが組み合わさったビームキャノンギガンティスバスター。プラズマ光弾を1秒間に30発連続発射可能。得意技はライノスアタック。

ギガフェニックス
山岳の惑星・フェニックス星の出身で青いタカ型星獣。鋼星獣になってからは、5機の飛行機型分身獣・ギガウイング1 - 5が獣空合体（）して人型になる。上半身と下半身と別々に合体させてから下半身を両腕で強引に引き寄せて合体するという癖を持つ。
スピードを活かした空戦とヒット・アンド・アウェイが得意。4キロメートル上空から地上の蟻を見つけるほどの視力に加え、俊敏性と反射神経にも長ける。
武器は剣や盾代わりにもなるギガニックブーメラン。得意技はフェニックスキック。また設定上では腕をロケットパンチとして、マッハ6の速さで発射するブースターナックルという技もあり、DX玩具でも同様のギミックを備えている。ギガライノスと背中合わせに高速回転しながら光球化し、敵に体当たりする合体技（ダイタニクス戦、ビズネラ戦で使用）も使える。また、ゴビース戦では敵の裏をかいて、ギガンティスバスターを使用した。

ギガバイタス
海の惑星・バイタス星の出身で白いサメ型星獣。鋼星獣になってからは、分身獣を格納・修理する母艦としても活動。地球では滝壺で待機している。
通常航行の母艦形態のクルーザーモードから擬似的な人型の戦闘形態のスクランブルモードに変形し、データ分析した相手に合わせて、ギガライノスとギガフェニックスのどちらか、もしくは両方の機体を選択する。ギガホイールは赤、ギガウイングは青のランプが点灯し、上部からはギガウイング、下部からはギガホイールを発進させる。
武器はクルーザーモード時は艦体下部のプラズマ光波砲、スクランブルモード時は両腕の10門のキャノン砲から発射されるバイタスキャノン。
- 放送当時に発売された玩具には、「超星獣要塞」の肩書きが付けられていた。

### 星獣・巨大戦士のスペック
| 名称                             | 全長                       | 総重量                      | スピード                                                |
| -------------------------------- | -------------------------- | --------------------------- | ------------------------------------------------------- |
| ギンガレオン                     | - 27 m - 28.5 m（銀星獣）  | - 600 t - 1,200 t（銀星獣） | - 走行速度：600 km/h - 700 km/h（銀星獣）               |
| ギンガルコン                     | - 26 m - 27.5 m（銀星獣）  | - 400 t - 800 t（銀星獣）   | - 飛行速度：マッハ3（1,000 km/h） - マッハ1.5（銀星獣） |
| ギンガリラ                       | - 30 m - 32 m（銀星獣）    | - 800 t - 1,600 t（銀星獣） | - 走行速度：450 km/h - 500 km/h（銀星獣）               |
| ギンガベリック                   | - 26 m - 27.5 m（銀星獣）  | - 500 t - 1,000 t（銀星獣） | - 走行速度：650 km/h - 800 km/h（銀星獣）               |
| ギンガット                       | - 25 m - 26.5 m（銀星獣）  | - 500 t - 1,000 t（銀星獣） | - 走行速度：550 km/h - 700 km/h（銀星獣）               |
| ゴウタウラス                     | 32 m                       | 3,500 t                     | 走行速度：600 km/h                                      |
| ギガホイール1                    | 17.6 m                     | 800 t                       | 走行速度：650 km/h                                      |
| ギガホイール2                    | 15.8 m                     | 1,000 t                     | 走行速度：600 km/h                                      |
| ギガホイール3                    | 14 m                       | 1,200 t                     | 走行速度：550 km/h                                      |
| ギガホイール4                    | 19 m                       | 1,100 t                     | 走行速度：550 km/h                                      |
| ギガホイール5                    | 42.8 m                     | 1,400 t                     | 走行速度：400 km/h                                      |
| ギガウイング1                    | 26 m                       | 1,100 t                     | 飛行速度：マッハ1.8                                     |
| ギガウイング2                    | 21 m                       | 700 t                       | 飛行速度：マッハ2.5                                     |
| ギガウイング3                    | 15 m                       | 700 t                       | 飛行速度：800 km/h                                      |
| ギガウイング4                    | 27 m                       | 1,000 t                     | 飛行速度：マッハ3.5                                     |
| ギガウイング5                    | 27 m                       | 1,000 t                     | 飛行速度：マッハ3                                       |
| ギガバイタス（クルーザーモード） | - 全長：120 m - 全高：57 m | 15,000 t                    |                                                         |

| 名称                               | 全高                       | 重量          | スピード           | 出力           |
| ---------------------------------- | -------------------------- | ------------- | ------------------ | -------------- |
| ギンガイオー                       | 50 m                       | 5,600 t       | 飛行速度：750 km/h | 2,500万馬力    |
| 超装光ギンガイオー                 | 51 m                       | 5,600 t       |                    | 1億2,500万馬力 |
| 重騎士                             | 身長：25 m                 | 体重：1,500 t |                    |                |
| ブルタウラス                       | 45 m                       | 5,000 t       | 2,300万馬力        |                |
| ギガライノス                       | 45 m                       | 5,500 t       | 走行速度：600 km/h | 2,200万馬力    |
| ギガフェニックス                   | 48 m                       | 4,500 t       | 飛行速度：マッハ3  | 2,000万馬力    |
| ギガバイタス（スクランブルモード） | - 全高：107 m - 全長：80 m | 15,000 t      |                    |                |

## 宇宙海賊バルバン
宇宙を荒らしまわる魔人海賊団。荒くれ無敵城で魔獣ダイタニクスを操り、海賊船としている。
3,000年前に地球に襲来し、初代のギンガマンと星獣たちの活躍で封印の石によって石化されて地球の海底に封印された。しかし、海底地震で封印の石が砕けたことで復活。以降は、どこかの海上で浮島状態となったダイタニックを拠点に、未だ目覚めぬダイタニクスの復活を目指し、4人の行動隊長が率いる4軍団が様々な作戦を行う。
ブクラテスと途中参加のビズネラを除き、主要メンバーたちは海に由来した名前が付けられている。海賊旗は長いフックと一本の短いサーベルを交差させて作った円の中にエイリアンのドクロが描かれたものである。
後日談の『星獣戦隊ギンガマンVSメガレンジャー』では封印を解かれ復活したグレゴリ艦長の手によって、ゼイハブとシェリンダ、4人の行動隊長たちが復活し、バルバンの復活を目論み、ギンガマンとメガレンジャーに戦いを挑む。
「星の金貨」と呼ばれる貨幣が通用しており、ビズネラが鋼星獣を売りつけた時の値段は「星の金貨5箱」であった。
各キャラクターの身長・体重などの設定はない。
ゼイハブ船長（）
宇宙海賊バルバンの船長。
べらんめえ調で喋る豪胆な大男だが、その実は冷酷で賢く抜け目がない。カリスマ性も高く、不仲でクセの強い部下たちを纏め上げている。
中世のガレオン船を彷彿とさせる胴体に海賊のボスをイメージさせる眼帯・フック・海賊帽をつけている。一人でギンガマン全員と互角以上に渡り合うほどの力と不死身の肉体を持つ。武器は愛用の剣の他に、3,000年前の戦いで失った左腕をフック型の義手に付け替え、鎖付きの鍵爪や大砲を仕込んでいる。最終決戦では、口から火炎放射も行った。
狙った星で略奪と破壊をし尽くした後、最後にはダイタニクスに星を食べさせて、星の命という宝石を生成させ、コレクションしている。実は過去の戦いで瀕死の重傷を負った際、ブクラテスによって、星の命を右胸に埋め込まれて、蘇生しており、それが不死身の肉体と無敵のパワーの源になっている。
最終決戦では黒騎士と対決し、弱点とされる右胸をナイトアックスで攻撃されるが、ブクラテスの狙いを知って、星の命を胸の中央に移し替えたために不発に終わらせた上、火炎放射でナイトアックスを破壊。再び地球を汚して新しい魔獣を生み出す考えを語りながら、左腕の大砲でギンガマンと黒騎士を転生解除させるもリョウマとヒュウガのダブル炎のたてがみで星の命が砕け散ったことで弱体化。黒の一撃、銀河の戦光、獣火一閃を受けて敗れ去った。最期は義手のフックだけが残された。
賞金は15,000ゴールド。
- デザインは野崎明が担当した。
- 名前はハーマン・メルヴィルの小説『白鯨』の主人公である「エイハブ船長」に由来する。デザイン時の仮称は「ロギナ」。名前はデザイン完成後につけられたためデザインには特に意識されていない。左腕のフックはプロデューサーの髙寺からの要望によるもの。
- 船内にいることが多いため、小林はゼイハブが幹部を追い詰めたり、クランツを殺害するなどの描写を入れることでボスとしての強さを表現している。

操舵士シェリンダ（）
ゼイハブの側近で魔獣要塞ダイタニックの操舵士でもあるバルバンNo.2の女戦士。
態度こそ尊大だが、戦闘力は後述の4人の行動隊長たちを下回り、行動隊長たちにも敬われる様子はなく、劇中で彼女の命令に従っているのは下級兵のヤートットだけである。
白く光る長髪を持ち、貝をモチーフとしたセクシーなビキニアーマーを身につけている。剣術が得意で、1対1であれば（獣装光を付けていない）ギンガマンのメンバーとも互角に闘えるほど。美貌に反して性格はわがままで血の気が多く、プライドもかなり高い。「全宇宙の男を跪かせた」と自負し、左腕と自身のプライドを傷付けたギンガグリーンのハヤテを屈服させようと付け狙うが、決着が中々つかない上に相手にしてもらえなかった。
シェリンダの本領は直接の戦闘ではなく、ダイタニクスの脳に刺さった針を舵輪で刺激することで意のままに操る航海士の能力である。ダイタニクスを「私のダイタニクス」と呼び、舵輪に触れてはダイタニクスが動かないことに苛立つこともあった。第一章では舵輪に向けて銃を射つサンバッシュに対し、「傷がついたらどうする」と制している。
一向に自分を意識しないハヤテを振り向かせようと、彼のお守りからミハルの幻影を作り出して利用し、ハヤテを怒らせることでようやく敵意を向けさせ、一対一の戦いにこぎ着ける。最後の一騎討ちで疾風一陣を浴びて致命傷を負うが、最後の力を振り絞って剣を振り下ろし、抵抗せずに剣を受けるギンガグリーンに「私の勝ちだ…」と言い残して爆散した。死後、形見となった剣は、ヤートットの手でゼイハブの許に届けられる。ゼイハブはシェリンダの死を嘆き、形見の剣を近くに置きながら、無敵城と地球魔獣の操舵を行った。
賞金は6,500ゴールド。
- デザインは野崎明が担当した。モチーフは貝殻。名前の由来は貝殻（=シェル）と、舵輪（）の逆読みの合成からで、シェル+リンダ=シェリンダとなっている。デザインでは肩の装甲は隙間が空いていたが、実際の造型では強度の問題から埋められている。地色は貝を彷彿とさせるシルバーやパールホワイトで統一し、立体感を出すためにアクセントや貝殻の内側を赤くしている。
- 白髪はウィッグであり、後に『仮面ライダークウガ』のメ・ギノガ・デ人間態へ流用された。

樽学者ブクラテス（）
バルバンの知恵袋のような存在でイリエスの叔父。
樽のような体の老人でおだてに弱く自分の知識を披露したがる。イリエスを溺愛しているが当のイリエスにはいいように使われている。
仲間たちからの呼ばれ方に関しては、イリエスからは「叔父様」、ゼイハブからは「先生」、シェリンダからは「ブクラテス」、ブドーからは「ご老体」、バットバスからは「先生」が基本だが悪口雑言を浴びせる場合は「ジイさん」と呼ばれ、サンバッシュからは「ジジイ」「樽ジジイ」が基本でおだてる際には「大先生」と呼ばれる。
サンバッシュが行動隊長を務めた際にはどつかれながら助言をしたが次に行動隊長になったブドーには、ゼイハブの目の前で作戦案の欠点を指摘された上で断られ、「サンバッシュのほうが、まだ可愛げがあった」とぼやくほど、ブドーのことを嫌う。そのブドーが副船長になれば、イリエスも日の目を見られないと考え、彼女と共謀して、ブドーを陥れたが、イリエスが敗れた後、イリエスを復活させようとしてゼイハブに背後から襲われ、イリエスの魔力を目的に見逃されていたと教えられ、切り捨てられる。
重傷を負って海中に沈められたが、自らも「星の命」を仕込んでいたため息を吹き返し、白くやつれた姿で生還する。ゼイハブに長年の信頼関係を裏切られたこと、そして元々故郷の星を滅ぼされていた恨みもあり、復讐の鬼となる。弱ったゴウタウラスを人質に取ってヒュウガを味方に引き込み、アースを捨てさせてナイトアックスを授ける。そして「すべてを教えて寝首をかかれては困るから」とゼイハブを倒す方法を教えないまま、自らの「星の命」を練習台にゼイハブの「星の命」を破壊できるよう修練させることでゼイハブを倒させ、バルバンの乗っ取りを企んだ。
当初はヒュウガを「復讐の道具」としてしか見ていなかったが、行動を共にするうちに奇妙な師弟関係が芽生えていった。ゼイハブへの宣戦布告が災いして隠れ家を暴かれ、シェリンダに斬られて自分の死を悟ると、隠してきたゼイハブを倒す方法をヒュウガに教えて自分の星の命を差し出すが、ヒュウガに「壊すのはゼイハブの星の命だけでいい。命を粗末にするな」と思いやりを受ける。ヒュウガにゴウタウラスを返還し、ゼイハブへの復讐を託して逃亡させ、ヤートットを巻き込んで自爆。愛用のサングラスだけが残された。
賞金は2,000ゴールド。
- デザインは野崎明が担当した。
- 第一章での初登場シーンは、「黒ひげ危機一発」のパロディ。
- 名前の由来は学者という設定から、本を意味する「book」+「ソクラテス」。髪型はページをめくった本がモチーフとなっている。中世の哲学者風の貴族のような飾りや模様を配している。両襟のストライプは茶色から金に変更され、顎髭も取り去られた。

銃頭サンバッシュ（）
荒くれ者揃いのサンバッシュ魔人団のリーダーで、1番目の行動隊長。
性格はかなり短気で騒々しく、気障な面もある。基本的には思い付きとノリで行動するも頭が悪いわけではない。
リボルバー銃を武器としており、よく所構わず撃ちまくる。バイクも使用。
ゼイハブが4幹部に投げたトランプでジョーカーを手にしたことから初代行動隊長に任命された。
失敗続きでゼイハブから死刑を宣告されたが「いつかドデカイことをするために」とゼイハブにさえ存在を隠していたギンガの光を使い、巻き返しを図ろうとする。3,000年前に黒騎士ブルブラックから聞き出したギンガの光が入った宝箱は、アースの力でないと開かないため、ヒュウガに変装したグリンジーを使ってリョウマたちを騙し、ギンガの光の宝箱を手に入れる。しかし、それはブルブラックに掴まされた偽物（空箱）で、己の破滅を悟った彼はギンガレッドを道連れにしようと銃口を出したバイクで特攻するが、二刀一閃を浴びてバイクもろとも崖から転落し、絶叫を上げながら爆散する。
賞金は7,000ゴールド。
- デザインは野崎明が担当した。
- 名前の由来は「桟橋（）」。配下の魔人団員とは異なり生物モチーフはない。革ベルトやジッパーの意匠を全身に散りばめ、立て襟に硬質感を持たせることでアクセントを付けている。
- 第十二章でのバイクで棺桶を引きずるシーンは監督の長石がバイクの活躍を増やすために描写した。最後のバイクごと爆散するシーンは、当時導入し始めたデジタル合成を用いており、長石はイメージ通りにできたと述べている。

剣将ブドー（）
江戸時代のような文化を持つブドー魔人衆の大将で2番目の行動隊長。
冷静沈着でストイックな侍らしい人物で茶道をたしなみ、作戦内容を俳句にしたため、仲間には礼儀を弁えた忠義者として振る舞う。融通の効かなさから幹部（特にイリエスとブクラテス）との折り合いは悪いがゼイハブからは「何を考えているか分からない時があるが、あいつが裏切ることはない」と信頼は厚い。しかし、ヒュウガの犠牲を冷笑する残酷さや無差別殺戮も厭わないなど、バルバンらしいならず者と言える。サンバッシュからは「チョンマゲ野郎」とも呼ばれている。
武器は妖刀ギラサメという日本刀でかなりの剣豪。必殺技はギラサメで敵を一刀両断するギラサメ残酷剣（）。
怒濤武者の活躍でギンガの光を入手するがイリエスが差し向けたメドウメドウに怒濤武者と共に騙され、濡れ衣を着せられた上に牢屋に幽閉されて切腹を命じられてしまう。闇丸・鬼丸兄弟に助けられ、名誉挽回のため、ギンガマンを倒して、ギンガの光を再入手するために活動。その最中、メドウメドウに真相を明かされた上、彼女の手で無実の罪を晴らすための行動を記した俳句も破られたことを知る。自分がバルバンに戻れないと悟ると豹変し、メドウメドウをギラサメ残酷剣で切り捨て、獣装光ギンガレッドに一騎討ちを挑む。鞘を捨て、死闘の末に獣火一閃でギラサメも折られて致命傷を負うが「まだ、戦い足りぬ」と食い下がり、辞世の歌の「散ればこそ 花美しく 名を残し 今一度の バルバンの夢」を言い残し、とどめの一撃を受けて倒れ爆散した。
賞金は8,000ゴールド。
- デザインは野崎明が担当した。
- 名前は「埠頭（）」から。デザインモチーフは羽織袴の侍とイカ。

妖帝イリエス（）
妖術・呪術を操るイリエス魔人族の女族長で3番目の行動隊長。ブクラテスの姪でもある。
性格は高飛車でずる賢く、おまけに強欲で金貨や宝石に目がない守銭奴。ゼイハブに手柄を金貨で順次要求し、何度も念を押すほどであり、ゼイハブからは「始末に終えない」と呆れられていた。ブクラテスを「叔父様」と呼びながら都合よく利用し、思い通りにならないとぞんざいに扱うが弟のデスフィアスが戦死したときは嘆き悲しんだ辺り、肉親への情は見られる。
水晶玉から念動力を放ち、呪術や妖術を用いた戦法を得意とする。また、仮に倒されても自分の魂を宝石に変えて残すことができ、その宝石から時間経過で復活することができる。
性格が正反対のブドーとは全く反りが合わず、彼がギンガの光を見つけた時には「手柄と金貨を取られる」と考え、ブクラテスと共謀してブドーを姦計で失脚させる。
弟を含むすべての部下を失うと、ゼイハブによって手柄の金貨の倍増を条件に、自らがギンガマンとの戦いに引っ張り出される。倒された部下たちの怨念（ブドーに倒されたメドウメドウは除く）を取り込んで邪帝イリエス（）にパワーアップし、無数の吸血トカゲを用いての生け贄作戦とギンガマンの変身を無効化させる魔法陣を駆使してギンガマンを追い詰める。しかしあと一歩のところでリョウマに魔法陣を破られてしまい、黒の一撃と銀河の閃光を受けて敗北。最後は巨大化し、ブルタウラスを戦闘不能にするが、ギガライノスのギガンティスバスター、ギガフェニックスのギガニックブーメラン、超装光ギンガイオーの銀河大獣王斬りを受けて爆散する。
倒された後は自分の魂を宝石に変えて残したが、その宝石はゼイハブの命令でバットバスに粉々に砕かれ、そのままダイタニクスの腐敗を止めるのに利用されてしまった。
賞金は7,500ゴールド。
- デザインは野崎明が担当した。
- 名前は「入江（）」から。シェリンダとの差別化から顔出しの女優ではなくマスクによるキャラクターとなった。デザインコンセプトはエジプト風の妖術師。プクラテスの姪であることから樽に引っ掛けたデザインや、バイオテクノロジー系の怪物然としたものも検討されていた。

破王バットバス（）
バットバス魔人部隊の王で4番目の行動隊長。
何でも腕力で解決しようとする大雑把で豪快な性格。頭脳労働は苦手でそれを補うために旧知のビズネラを参謀として拾いあげる。ゼイハブとは最古参の付き合いで「俺の片腕」と呼ばれるほど信頼が厚い。
戦闘時は大斧と口からの破壊光線を使う。斧をプロペラ代わりに回すことで飛行も可能。
デギウスを犠牲にしての作戦でダイタニクスを復活させることに成功。ゼイハブが弱体化したダイタニクスを見限った後は地球魔獣の成長のために活動するもビズネラたちを喪いながらも地球魔獣の成長が進まないことに苛立つゼイハブに脅され、自ら地球魔獣の成長に奔走することになる。しかし、ビズネラを失ったことが祟って、作戦のリスクを予測できず、地球魔獣に不用意に近づいたことから急成長エキスごと地球魔獣に食べられてしまった。
賞金は8.000ゴールド。
- デザインは野崎明が担当した。
- 名前は「波止場（）」から。デザインモチーフはヴァイキング。魔人部隊のモチーフは後半になってから決められたため、彼自身には兵器要素は入れられていない。

闇商人ビズネラ（）
宇宙を渡り歩く闇の死の商人。何千年も闇商人として働き、様々な修羅場をくぐり抜けてきた。第二十九章から登場。
その商品のほとんどはバルバンによって滅ぼされた星のものである（シェリンダ曰く「ハイエナ」）。右腕に光線砲を仕込んでいる。バルバエキス入りの弾丸を魔人に打ち込み、巨大化させるためのバルバエキス銃も持っている。
星獣を改造した鋼星獣をバルバンに売りつけるが、彼らが星獣の心を取り戻してギンガマンに帰順したため、その責を問われて全財産を没収されてしまい、旧知のバットバスの誘いでバットバス魔人部隊の作戦参謀として働くようになる。
性格は慇懃無礼で気位が高く、商人なこともあって、敵味方問わず敬語で接する。用意周到で知恵が回り、様々な作戦を立案して、バットバスを補佐。度々作戦を台無しにするヒカルに恨みがあり、ヒカルにとってもデギウスの仇のため、宿敵同士にあたる。
ゼイハブによって戦いに引っ張り出された際には、魔獣が好む音波を放つ発信機をギンガマンに奪われるふりをして、ヒカル以外のギンガマンを魔獣と偽った爆弾で攻撃。捕らえたヒカルを地球魔獣の生け贄にしようとするが、ヒカルの攻撃で急成長エキスのプールに落とされ、怪物のような姿に変貌。全員揃ったギンガマンとの戦いでは、銀河の戦光を跳ね返すほどのパワーアップを見せるも新獣撃棒の閃光獣撃弾の前に敗退。バットバスに助けを求めたが、救出を断念したバットバスの手でバルバエキス銃を打ち込まれて巨大化し、打倒ビズネラに燃える全鋼星獣の攻撃と超装光ギンガイオーの銀河大獣王斬りを受けて最期を迎える。
- デザインは野崎明が担当した。デザインは武器商人という設定からメカニカルな要素が取り入れられ、ピエロや猛獣使いなどのイメージも意識されている。怪人体は当初結晶体のようなスマートなものであったが、最終的に装甲が溶け落ちて獣性化した醜悪な姿となった。

魔人
魔獣ダイタニクスの邪悪の力に魅入られ、ゼイハブの下に集まった銀河中の荒くれ者たち。4つの星系の出身者それぞれが群れを成し、その中で一番強い者が軍団長となって、4つの軍団が結成された。
軍団（特に軍団長）同士の仲はとにかく悪く、3,000年前の戦いではその隙を付かれ、封印されてしまった。復活後も何かにつけて諍いを起こすため、ゼイハブとシェリンダはその有様に辟易するほどだった。ゼイハブが複数の軍団を同時に作戦行動に携わらせず、4つの軍団から1つの軍団を選んで行動隊長を決めて作戦を行わせたのは、作戦行動を行う部隊は一枚岩である必要があると考えたためである。また、魔人の体のどこかには自身が所属する軍団の紋章が描かれている。
- 髙寺は、『太陽戦隊サンバルカン』のころのような冷酷さとコミカルさを兼ね備えたイメージとしている。

サンバッシュ魔人団（）
銃頭サンバッシュが団長として率いる魔人の集団。魔人団の紋章は翼を象っている。
サンバッシュ同様の荒くれ者が多く、サンバッシュのことは「リーダー」と呼称する。
ダイタニクスを復活させるために必要な物を「エネルギー」と考え、ブクラテスの意見を基にガソリンや電気などを奪い集めるべく行動する。しかし、どの作戦も手当たり次第に集め回る性質かつ、まともな作戦は少ないゆえにゼイハブからの信頼はかなり低かった。
巨大化する際のセリフは、エキスを飲んだ後の「効くぜー!」。
- 軍団全体のデザインモチーフは昆虫や甲殻類などの節足動物であり、レザー系のファッションで統一されているのが特徴。名称は髙寺がモチーフと体色のアナグラムから命名している。名前の最後が長音。

ブドー魔人衆（）
剣将ブドーが大将として率いる魔人の集団。魔人衆の紋章は花札の『芒に月』の札をアレンジしたもの。
ブドーを「御大将」と呼び、忠誠心の高い魔人たちで構成されており、ブドーからの信頼も厚く、ブドーは彼らが戦死した際には「務め、ご苦労であった…」と労いの言葉を発しながら、巻物に記した部下の名前に赤線を引くことで哀悼の意を見せる。
ダイタニクスを復活させるためにサンバッシュが手に入れられなかったギンガの光を追い求め、ブドーの調査による巻物（光の在り処と部下の名が記された）に基づき行動し、さまざまなものを破壊しようとした。
巨大化する際のセリフは「せめて、最後のご奉公（を）!」。
魔人衆の中でも特に強大な力を持つ4人の魔人（砂爆盗、氷度笠、砲烈道、怒濤武者）は四将軍と称されている。
- 軍団全体のデザインモチーフは水棲生物であり、名前が漢字で統一され、全体的な姿も虚無僧や鎧武者など、和風の出で立ちで統一されている。

イリエス魔人族（）
妖帝イリエスが族長として率いる魔人の集団。魔人族の紋章は目玉を模している。
イリエスを「マザー・イリエス」と呼び、イリエスに似て、正攻法よりも相手（人間のみならずギンガマンも含まれる）の心や感情に付け込んだ卑劣な作戦を展開することが多い。それでも軍団全体の能力は非常に高いのだがゼイハブからの信頼はサンバッシュ魔人団に次いで低い。
ダイタニクスを復活させるための魔術を用いるべく、人間の生命エネルギーを利用するために行動。
巨大化する際のセリフは「イリエス魔人族はしぶといのだ」。
- 軍団全体のデザインモチーフは仮面と世界各地の神や悪魔など。イリエスの弟・デスフィアスを除き名前が3文字の同じ言葉の羅列で統一されている。

バットバス魔人部隊（）/ バットバス特殊部隊
破王バットバスが王として率いる魔人の集団。魔人部隊・特殊部隊の紋章は碇を模している。
荒くれ者揃いだがバットバスの統率力で一丸となっており、軍隊気質のものが多い。
イリエスの魔力がダイタニクスの心臓に影響を与えたため、復活作戦を心臓への一点集中に定めた。行動内容はサンバッシュ魔人団に似ているが知略に優れたビズネラが参謀として加わったため、明確かつ理にかなった非道な作戦を展開し、ダイタニクスの復活に成功している。
巨大化する際のセリフは「作戦変更!」（言わない場合もある）。
毎回作戦決行時には整列したヤートットたちと意気を挙げる言葉を叫び、ギンガマンを貶す発言も行う。最後の一言は「作戦失敗した奴は?」「てめえで頭を食い千切れ!!」。
ダイタニクス亡き後は地球魔獣の急成長と捕獲のためにバットバス特殊部隊に再編制。こちらに所属する魔人は腕に特殊部隊の紋章が記された赤い腕章を付けているのが特徴。
- 軍団全体のデザインモチーフは武器・兵器類で、中世や古代の鎧のようなボディとなっている。バットバスを含めて名前の最後が「ス」で統一されている。また、特殊部隊のヂェンゾス以外のメンバーは名前が四文字で、最後の「ス」以外には濁音が入っている（『ダングス』『ゴビース』など）。なお、先述のように魔人部隊のデザインモチーフは後半になってから決定したが、ダングスのみ第二章で登場している。

賊兵ヤートット（）
バルバンの水夫。パンツにストライプ柄のターバンという外観が特徴。基本的にはゼイハブからもらった曲刀（マシンガンになる機能がある）を標準装備としているが、指揮する魔人に応じてさまざまな武器を使用することがある。また、人間に化けることもあり、虚無八に従う虚無僧に化けた者もいる。
普段は「ヤートット!」と叫んでばかりいるが、語尾に「〜ッス」をつけて、人語をしゃべることもできる。
賞金は30ゴールド。
- デザインは野崎明が担当した。
- 名の由来は「えんやーとっと」の掛け声。ベルトや勲章などで服を着た裸の水兵に見えるようにしている。顔の模様はクエスチョンマークと髭をイメージしている。色は従来のシリーズでの戦闘員との差別化が図られた。

魔獣ダイタニクス
バルバンの海賊船でもある巨大獣。
ゼイハブの故郷である汚れた星から生まれ、星を滅ぼすことを本能とする邪悪な存在。宇宙空間を高速で飛行する能力と星の命を吸い込んで宝石にする能力を持っており、この宝石をゼイハブはコレクションとして集めている。体色は緑で直立歩行する怪獣のような姿を持ち、頭部には湾曲した二本の角、下顎のしゃくれた口が特徴。
背びれを光らせてから口から放射する強酸、鋭い牙の噛み付き、器用な尾といった技を駆使し、星獣を圧倒する凄まじい戦闘能力を発揮。
無敵城と合体した姿は魔獣要塞ダイタニックとも呼ばれており、城からのコントロールによって、バルバンの宇宙船として運用される。
バルバンが復活した後も封印は完全には解かれず、そのため、バルバンはダイタニクス復活に心血を注ぐことになった。バットバスとビズネラの調査で封印が中途半端な状態で解けた副作用で建造した城の接続部分の跡がある背中が腐り始めていることが判明した後、宝石状態のイリエスを防腐剤に用いたことでダイタニクスの腐食を止め、イリエスの魔力で心臓が動き始める。そして、地球に接近していた彗星のエネルギーをデギウスの犠牲で注ぎこまれたことで完全復活を果たす。ギンガマンとの戦いでは脅威的な力を持って、星獣たちを戦闘不能に追い込むものの腐食した背中に後遺症が残っていたため、戦い続けていると背中が発熱して体温が上昇するようになってしまう。ゼイハブは弱点が出来たダイタニクスを見限り、無敵城から切り離し、ダイタニクスは本能のままに暴れ回る。背中を星獣たちに集中攻撃されて弱った後、ブルタウラスの野牛烈断、鋼星獣の合体回転攻撃、超装光ギンガイオーの銀河獣王無尽斬りの連続攻撃で爆散。しかし、ゼイハブの目論み通り、ダイタニクスの破片から地球魔獣という新たな災厄がもたらされることとなった。
- デザインは魔獣要塞ダイタニックを含めて野崎明が担当した。魔獣要塞ダイタニックのデザインは髙寺の空を泳ぐ横向きのダイタニクスのラフデザインを基に描かれた。立ち上がった状態のダイタニクスは、画面に敵のアジトとしてすでに外観が登場していたため、それが独立した場合のフォルムとして考えられた。髙寺は、敵の拠点を鬼の形をした鬼ヶ島のようなわかりやすいイメージとし、さらに星獣と対になる星を滅ぼす獣という要素を加えたという。

地球魔獣
ダイタニクスが戦死した際の破片が地球に染み込んで星の中心を汚した影響で地球の地下深くで生まれた新たな魔獣。第四十四章から登場。
恐竜のような姿だったダイタニクスと違い、幼体では虫のような細長い胴体に長い前脚、植物のような頭部が特徴。成体はマッシブな人型で頭部も縦に裂ける巨大な口を備えたものとなる。
強力な毒素を分泌しているため、存在するだけで地球を汚染していく。幼体時では口から星を溶かす強力な酸を吐き、成体時にはその巨大な口を用いた噛み付きや口から吐く火球弾、両腕の鋭利な鉤爪、全身からの電撃などを使用。
ダイタニクスを見限ったバルバンは地球魔獣に急成長エキスを打ち込んで成長させて、新しい船にすることが以降の行動方針となり、地球魔獣は誕生から10日後に活動を開始し、各地を転々としながら星を汚染していく。ギンガマンの作戦で雄叫び山の叫びで山に誘き出されながらも地球魔獣はギンガマンに攻撃される前にバットバスごと急成長エキスを食らったことで一気に成長。その口で雄叫び山を一瞬で呑み込み、ギンガイオーたちと交戦中に現れた無敵城が頭部に合体したことで、爪が伸びるといった強化も果たし、ゼイハブの手で動かされるようになる。無敵城がブルタウラスの野牛烈断によって破壊された後、ギンガマン、超装光ギンガイオー、ギガフェニックス、ギガライノスの全パワーを合わせたギンガ大火炎で焼き尽くされ、新たな魔獣を誕生させることなく、最期を迎えた。
- デザインは野崎明が担当した。鎌型のツノを両肩の後方から生やしたり、尻尾を外すなど、デザインはダイタニクスとの差別化が図られた。荒くれ無敵城と合体することから、顔の位置を低くして宮殿状のスペースを頭部に設けている。

### バルバンの戦力
バルバエキス
魔人たちが追い詰められた際に飲むことで巨大化する赤い液体。しかしそれには自らの命を縮める副作用があるため、最後の手段として使われる。
軍団によって容器の形状が異なり、サンバッシュ魔人団は洋酒のビン風、ブドー魔人衆は瓢箪風、イリエス魔人族は原住民の革袋風、バットバス魔人部隊・特殊部隊は樽型となっている。魔人と同様、容器にも紋章が描かれている。
第三十九章で「ダイタニクスへの心臓マッサージ作戦」を担当したバズガスは人間をバルバエキスで巨大化させることにしたが、そのまま使用すれば、人体には危険なので中和剤入りの白い砲弾も使用するが、中和剤が多すぎると、巨大化せず太ったように体が肥大化してしまうため、調整に苦労していた。第四十章と第四十七章では、注射型の容器に詰めたバルバエキスを銃で発射しての強制巨大化が行われ、前者はビズネラの手でデギウスが、後者はバットバスの手でビズネラが強制巨大化させられた。

荒くれ無敵城（）
ダイタニクスの背中にそびえるバルバンの本拠地。外観は西洋風の城だが、内部は船の船室のような空間となっており、飛行能力も有する。中央の塔にはたくらみの間があり、周囲の4塔は各軍団の塔、最後尾はヤートットの塔となっている。魔獣の背中（地球魔獣の場合は頭部）に合体してブリッジにある舵輪で、その魔獣を操る。最終決戦において、ブルタウラスの野牛烈断で破壊された。

## ギンガマンの活動拠点
ギンガの森
樹界の奥にあるギンガマンの故郷の森で星獣剣の戦士たちの子孫で、アースを使える民たちや妖精が住んでいる。生活様式はかなり古く、結界で外界からは見えず、完全に社会から隔絶して生活を送っている。だが、森の外へいつでも出られるように人間社会の情報収集も行っているため、特に外界で戦うことがある戦士は電話やテレビなどの現代文明の知識も有している。秋には星祭りと呼ばれる平和を唱える祭が行われ、祭の始める前に星獣剣の戦士が戦士の誓いを唱える。
シェリンダの手でダイタニクス復活のエネルギーに利用されかけたことから、オーギの手で民と森は石化で封印され、湖に沈んでいった。バルバンとの戦いが終わった後、無事に復活を果たした。
- 小林靖子による初期案では、5人はそれぞれ異なる森の出身という設定が想定されていた。
- 当初は常春の世界というイメージで予定されていたが、撮影前に大雪が降ったため雪景色での撮影となった。監督の田﨑竜太は、結果的には清浄感が出て良かったと述べている。

雄叫び山
ギンガの森から、そう遠くない位置にある岩山で、山頂部には丸太で出来た塚のようなものが建てられている。内部には5つのギンガブレスが収められた洞窟がある。山の壁面には特殊な仕掛けで開く穴があり、そこに強い風が通ると魔獣が反応する音波が発せられるとされ、3,000年前にはこれを利用してダイタニクスをおびき寄せるという作戦が取られていた。星獣たちから断片的ながらも音波の情報を教えられたギンガマンは雄叫び山に赴くことにし、一足先に辿り着いたリョウマの手で音波は発動。地球魔獣は山の麓にまで誘導されたが、完全体となった地球魔獣に飲み込まれる形で山の一部が消失してしまった。
ギンガマンとバルバンが初めて対峙した場であると同時に最終決戦の地にもなった。

シルバースター乗馬倶楽部
晴彦の友人が経営する乗馬倶楽部。ギンガの森を失ったギンガマンは晴彦の紹介でこの乗馬倶楽部で住み込みとして生活している。施設内にそびえ立つ巨木の地下にはモークが住む部屋がある。
戦いのない日は従業員として馬小屋や馬場の整備から乗馬体験教室の指導員などを行っており、休日には家族連れで賑わっている。

## キャスト
主演した若手で、後に数々の作品で個性的な演技を見せたリョウマ役の前原一輝や、元モデルで本作品が俳優デビューだったゴウキ役の照英らは、作品終了後にイケメン俳優の先駆けとして注目をあびた。
またヒュウガ役は『忍者戦隊カクレンジャー』でサスケ / ニンジャレッド役を務めた小川輝晃が演じている。東映プロデューサーの髙寺は、前作でも追加戦士にヒーローOBを起用したことが好評であったことを受けたものであると述べている。一方、小川自身は、メインライターの小林靖子が『カクレンジャー』のファンであったことを起用の理由に挙げている。
また、ギンガグリーンと抗争を繰り広げる女幹部シェリンダには、セクシー系Vシネマを中心に活動していた水谷ケイが、ギンガマンの協力者の絵本作家・青山晴彦には元チェッカーズの高杢禎彦がそれぞれ起用された。
敵組織バルバンの声優陣も、ゼイハブ役の柴田秀勝を始め、サンバッシュ役の檜山修之、ブドー役の林一夫、バットバス役の渡部猛など、過去の戦隊作品で幹部級のキャラクターを演じた人物が多数キャスティングされる形となった。
ゲスト登場人物においても、後半から登場するゴウキの恋敵である岸本俊介には『激走戦隊カーレンジャー』で陣内恭介 / レッドレーサー役を務めた岸祐二を起用。
直近の作品で廃されていたナレーションが復活。戦隊シリーズ初参加の若本規夫が担当した。オープニングナレーションや劇中の要所で挿入されたほか、第七章以降のアイキャッチでの「ギンガマン」のコール、第四十三章の英語によるオープニングナレーションも若本によるものである。

### レギュラー・準レギュラー
- リョウマ / ギンガレッド - 前原一輝
- ハヤテ / ギンガグリーン - 末吉宏司
- ゴウキ / ギンガブルー - 照英
- ヒカル / ギンガイエロー - 高橋伸顕
- サヤ / ギンガピンク - 宮澤寿梨
- ヒュウガ - 小川輝晃（1,12,18,25 - 42,44 - 50）
- シェリンダ - 水谷ケイ（1 - 42,44 - 49）
- 青山晴彦 - 高杢禎彦（1 - 3,7,15,16,20,26,28,36,44,49,50）
- 青山勇太 - 早川翔吾（1 - 4,6 - 11,15 - 18,20 - 22,24,26,28 - 36,41 - 44,46 - 50）
- 鈴子先生 - 吉田真希子（21,28,44,49）
- 岸本俊介[注釈 50] - 岸祐二（35,44）
- オーギ - 有川博（1,2,50）
- ミハル - 田中規子（10,11,46,50）
- クランツ - 大谷政憲[注釈 51]

### 声の出演
- ナレーター - 若本規夫
- ボック - 深雪さなえ（1 - 18,20 - 22,24 - 34,36 - 39,41 - 50）
- モーク - 納谷六朗（3 - 48,50）
- ゼイハブ - 柴田秀勝
- ブクラテス - 茶風林（1 - 34,37 - 42.44 - 49）
- サンバッシュ - 檜山修之（1 - 12）
- ブドー - 林一夫（1,2,12 - 24）
- イリエス - 高島雅羅（1,2,13,20,22 - 34）
- バットバス - 渡部猛（1,2,13,24,29,30,33 - 42,44 - 49）
- 黒騎士ブルブラック[注釈 52] - 落合弘治（18 - 26）
- ビズネラ - 塩沢兼人（29,30,33 - 47）

### ゲスト
- ピエロ - 岡元次郎（4）[136]
- 静子 - 伊佐山ひろ子（8）
- ユウコ - 田島穂奈美（9）
- 周斗 - 山内秀一（11）
- ヒロシ - 高岩成二（11）
- 星野美咲[36][137] - 宮澤寿梨（14）
- マネージャー - 田鍋謙一郎（14）
- 監督 - 鈴木一馬（14）
- 佐伯 - 岸博之（15）
- 森川龍之介 - 野上正義（16）
- ヒュウガの子供時代 - 森脇史登（17）
- リョウマの子供時代[注釈 53] - 伊藤公紀（17,24）
- 少女 - 八武崎碧（19）
- 少年時代のハヤテ - 荒井賢太（24）
- 少年時代のゴウキ - 山内慶太（24）
- 木乃原まさみ - 三原珠紀（27）
- OL - 竹ノ内泉（31）
- 母親 - 清水直子（31）
- 一郎 - 三国一夫（32）
- 百合子 - 山口日記（32）
- 恭平 - 好美大（33）
- 恭平の母 - 山本ふじこ（33）
- 忍 - 中上ちか（39）
- 少女 - 熊本野映（45）

### スーツアクター
ギンガレッド役の高岩成二は、本作品から『未来戦隊タイムレンジャー』まで3年間連続でレッド役を担当した。
また、これまで女性キャラクターを演じてきた蜂須賀祐一が本作品で初めて男性キャラクターをレギュラー担当した。
ブドーおよびビズネラを担当した福沢博文は、ブドー退場からビズネラ登場までの間に映画『ガメラ3 邪神覚醒』に出演した。
- ギンガレッド[出典 73]、ギンガレオン[144]、合身獣士ブルタウラス[145] - 高岩成二
- ギンガグリーン[出典 74]、ギガライノス[148] - 竹内康博
- ギンガブルー[出典 75]、ゼイハブ船長[出典 76]、ギンガリラ[138]、ギンガイオー[138] - 岡元次郎
- ギンガイエロー[注釈 54][出典 77]、ギンガベリック[138]、ギガフェニックス[138] - 蜂須賀祐一
- ギンガピンク[出典 78]、ヤートット[154] - 中川素州
- 黒騎士[出典 79]、銃頭サンバッシュ[138][155][143] - 大藤直樹
- 剣将ブドー[156][143][140]、闇商人ビズネラ[156][140] - 福沢博文
- 妖帝イリエス[157][143] - 蜂須賀昭二
- 破王バットバス（初期）[出典 80] - 石垣広文
- 樽学者ブクラテス[160][143] - 藤田健次郎
- コルシザー[161]、モルグモルグ[162]、ヤートット[163] - 伊藤慎
- リグロー[164]、ヤートット[154] - 林潔
- その他 - 山口照雄[165]

## スタッフ
プロデューサーである髙寺成紀を筆頭に、メインライターに小林靖子、パイロット監督には田﨑竜太と当時新進気鋭のスタッフがメインスタッフに名前を連ねた。また演出陣では辻野正人や長石多可男は前作より引き続きの参加だが、本作品では新たに小中肇と諸田敏が演出陣に名を連ねた。
キャラクターデザインでは、バルバンの4軍団に対してデザイナーも4人の名前がクレジットされているが、担当は特に軍団別に割り振られているわけではなく、ゼイハブを始めとするレギュラーキャラクターは前作より続投となる野崎明が担当、ゲスト怪人に当たる魔人についてもブドー魔人衆を担当した阿部統を除いて、野崎と下条美治の両名によるデザインが大半を占めている。
長年スーパー戦隊シリーズでチーフカメラマンを務めたいのくままさおが本作品の第四十七章を最後にスーパー戦隊シリーズより離脱、松村文雄にバトンタッチする形となった。これに関連して、1998年暮れには雑誌『宇宙船』の誌上で卒業記念インタビューを行っている。また本作品の後半では、松村と並んでこれ以降のスーパー戦隊シリーズのカメラマンを長く務めることになる大沢信吾が戦隊シリーズのカメラマンとしてデビューしている。
主題歌・劇伴音楽はともに佐橋俊彦が担当。佐橋は「音楽的な大きな区分として、ギンガマンをウエスタン、敵・バルバンをクラシック、ギンガマンの故郷・ギンガの森をファンタジーを意識した民族音楽とした」と語っており、それぞれの劇伴に反映されている。黒騎士はウシがモチーフであることからスパニッシュとなっている。また、『カーレンジャー』での反省から全体のバランスを計算しての作曲ができたとしている。
- プロデューサー - 太田賢司（テレビ朝日）、髙寺成紀（東映）、矢田晃一（東映エージエンシー）
- 原作 - 八手三郎
- 連載 - テレビマガジン、てれびくん
- 脚本 - 小林靖子、武上純希、荒川稔久、きだつよし、沖田徹男、村山桂
- 音楽 - 佐橋俊彦
- 撮影 - いのくままさお、大沢信吾
- 照明 - 竹田勝三、高橋道夫、才木勝、小野幹雄
- 計測 - 内田正司、大沢信吾、相葉実、上赤寿一、田中久之
- 操演 - 船越幹雄
- 記録 - 安倍伸子、高山秀子、森みどり
- 美術 - 山下宏
- 装飾 - 高谷昌毅、岡部昭光、塩満義幸（装美社）
- 装置 - 紀和美建
- 美粧 - サン・メイク
- 衣裳 - 東京衣裳新社
- 調理指導 - 吉岡祥子(服部栄養専門学校)
- 録音 - 石川孝
- 編集 - 洲崎千恵子、須永弘志
- 音響効果 - 阿部作二、大泉音映
- 選曲 - 宮葉勝行
- 視覚効果 - 沖満
- デジタル合成 - 大谷喜朋、上田茂（日本映像クリエイティブ）、マリンポスト
- 企画協力 - 企画者104
- 資料担当 - 葛西おと
- キャラクターデザイン - 野崎明、阿部統、下条美治、頼兼和男
- イラスト - 野口竜、スタジオメルファン
- ヒーロー&メカニックアイテムデザイン - プレックス
- ミニチュア造型 - アルファ企画、ミューロン
- CG - オムニバスジャパン
- 造型 - レインボー造型企画、前澤範
- 現像 - 東映化学ファイン・ネガ・ビデオシステム
- メディア変換 - 東映化学デジタルテック、山本修司
- 衣裳協力 - KODIAK
- 装飾協力 - エプソン販売
- 撮影協力 - テクノウェイブ100、東京ドーム、ロニオン、多摩六都科学館
- 車輌協力 - スズキ株式会社
- カースタント - タケシレーシング
- 広報 - 粟井淳、松本実希子（テレビ朝日）
- プロデューサー補 - 若松豪
- 助監督 - 中沢祥次郎、木村繁仁、塩川純平
- 進行主任 - 小迫進、谷口正洋、青柳夕子
- 制作デスク - 岩永恭一郎、荒井成介
- 制作担当 - 藤田佳紀
- 特撮研究所
  - デジタルエフェクト - 尾上克郎
  - 操演 - 鈴木昶、中山亨
  - 撮影 - 高橋政千
  - CG - 捻橋尚文
  - 照明 - 林方谷、安藤和也
  - 美術 - 竹内俊介
- 特撮監督 - 佛田洋
- アクション監督 - 竹田道弘（ジャパンアクションクラブ）、新堀和男（レッドアクションクラブ）
- 監督 - 田﨑竜太、辻野正人、長石多可男、小中肇、諸田敏
- 制作 - テレビ朝日、東映、東映エージエンシー

## 音楽
本作品でも前作と同様、オープニングとエンディングは別シングルとして発売され、挿入歌のほとんどもシングルが初出であった。劇伴集3枚がリリースされた他、新録セリフ入りミニCDアルバム2種（「星獣戦隊ギンガマン〜おはなしコロちゃんパック〜」「星獣戦隊ギンガマン〜クイズコロちゃんパック〜」）も発売された。これらのミニドラマにはギンガマン5人の他に勇太が登場しているが、ヒュウガやバルバンは登場していない。
主題歌
主題歌を歌唱した希砂未 竜（）は本作品以外での活動が確認されていない。プロデューサーの高寺成紀は、2010年8月13日に行われたイベント「『大魔神カノン』presents「カノンのしらべ～佐橋×藤林の特撮音楽の世界」」において参加者から寄せられた「希砂未竜って誰?」という問いに対して「『ガッチャマン』主題歌の歌声に似ていますが……似ているだけです!」とコメントしている。
前2作ではオープニングテーマの英語版が製作されたが、本作品ではオープニングテーマの英語版に加えてエンディングテーマの英語版も作られており、ともに第四十三章で使用された。なお、前2作の英語版オープニングテーマは神崎まきが歌唱を担当していたが、本作品では日本語版と同様に希砂未が歌唱している。
オープニングテーマ
「星獣戦隊ギンガマン」
作詞：藤林聖子 / 作曲、編曲：佐橋俊彦 / 歌：希砂未竜 / コーラス：EVE
ウエスタン調というテーマのもと作曲され、「馬に乗る5人のイメージをピックアップした」ものとなっている。佐橋は自身が主題歌を担当したことで劇伴がスムーズに作曲できたと語っており、オープニングテーマから引用・派生した劇伴も多く作られている。
佐橋は、同曲を希砂未が歌唱することが決まったことを受けて小林亜星のメロディラインも意識し譜面を書いたという。また、希砂未とのレコーディングに際して、佐橋は「2番の（歌い方の）ニュアンスは、（希砂未）本人が先行していろんな歌い方をして下さいました」と語っている。サビには対立旋として交響曲「ジュピター」のテーマを入れている。
同曲シングルCDのCMは、同曲の譜面やレコーディングスタジオの様子が映されるものとなっており、CMには作曲者の佐橋や番組プロデューサーの髙寺、選曲担当の宮葉勝行の姿が映っている。
『星獣戦隊ギンガマン ソング・コレクション1』にはアルバム・ヴァージョンが、『星獣戦隊ギンガマン音楽集 第3巻』にはリミックス版である「アクション・ヴァージョン」が収録されている。
第一・二・五・六・十五・十八・二十一・二十三・二十六・二十七・二十九・三十三・三十六・四十三・最終章では挿入歌（第三・四章ではインストゥルメンタル版）として使用されている。
テレビアニメ『ヘリタコぷーちゃん』第26話で、カエル仮面の登場テーマとして流用されている。
「The Galactic Warriors Gingaman」（第四十三章）
作詞：藤林聖子 / 英作詞：T.CRANE / 作曲、編曲：佐橋俊彦 / 歌：希砂未竜 / コーラスアレンジ、コーラス：GINGA MICKEY
オープニングテーマ「星獣戦隊ギンガマン」の英語ヴァージョン。
エンディングテーマ
「はだしの心で」
作詞：藤林聖子 / 作曲：出口雅生 / 編曲：亀山耕一郎 / 歌：希砂未竜
第二十章ではインストゥルメンタル版が挿入歌として使用されている。
オープニングテーマ同様、『星獣戦隊ギンガマン ソング・コレクション1』にはアルバム・ヴァージョンが収録されている。
プロデューサーの髙寺によると、佐橋との打ち合わせの際には「アイアンキングのエンディングと風雲ライオン丸のエンディングをミックスしたようなイメージ」といった旨の依頼をしたのこと。
「Naked Mind」（第四十三章）
作詞：藤林聖子 / 英作詞：T.CRANE / 作曲：出口雅生 / 編曲：亀山耕一郎 / 歌：希砂未竜 / コーラスアレンジ、コーラス：GINGA MICKEY
エンディングテーマ「はだしの心で」の英語ヴァージョン。
挿入歌
「∞（むげんだい）の勇気」（第三・三十七・四十三章）
作詞：近藤由華 / 作曲、編曲：奥慶一 / 歌：柿島伸次
第九章ではインストゥルメンタル版が使用されている。
インストゥルメンタル版がテレビアニメ『ヘリタコぷーちゃん』第26話で、ヘリタコボンバーの発動シーンの音楽として流用されている。
「地球（ほし）に光を」
作詞：小菅聖絵 / 作曲、編曲：三宅一徳 / 歌：佐藤栄一
インストゥルメンタル版がテレビアニメ『ヘリタコぷーちゃん』第25・26話で、タイトル音楽として流用されている。
「ギンガ転生! 時空を超えて」（第二十・三十四・四十三章）
作詞：桑原永江 / 作曲、編曲：亀山耕一郎 / 歌：渕上祥人
「機刃をむけ!」
作詞：桑原永江 / 作曲、編曲：奥慶一 / 歌：坂井紀雄
「見せつけろ 星獣魂!」（第八・九・十一・三十六・三十九・四十一・四十三・四十六章）
作詞：近藤由華 / 作曲、編曲：佐橋俊彦 / 歌：山形ユキオ
第十七章ではインストゥルメンタル版が使用されている。
「ギンガピンク サヤ・花の戦士」（第十四・四十五章）
作詞：藤林聖子 / 作曲、編曲：池毅 / 歌：朝川ひろこ
「銀河の王者 ギンガイオー」（第七・十・十六・十八・三十二章）
作詞：荒川稔久 / 作曲、編曲：佐橋俊彦 / 歌：宮内タカユキ
第十二・十三・二十五・三十八章ではインストゥルメンタル版、第二十四章ではカラオケ版が使用されている。
「うなれ獣撃棒! 獣撃破!」（第十三章）
作詞：桑原永江 / 作曲、編曲：亀山耕一郎 / 歌：高尾直樹
第二十五・三十四章ではリズム部分が魔人ワンガワンガのテーマとして使用されている。
「俺は黒騎士ヒュウガ」
作詞：桑原永江 / 作曲、編曲：佐橋俊彦 / 歌：明石隼汰
「荒ぶる! 合身獣士ブルタウラス」（第十九章）
作詞：桑原永江 / 作曲、編曲：佐橋俊彦 / 歌：坂井紀雄
「ボック ボック ぼく ボック」
作詞：ボック / 作曲、編曲：佐橋俊彦 / 歌：ボック（深雪さなえ）
「獣装光! 正義よ輝け!」
作詞：桑原永江 / 作曲、編曲：有澤孝紀 / 歌：山形ユキオ
「きっと足りない」
作詞：藤林聖子 / 作曲、編曲：奥慶一 / 歌：渕上祥人
「その名はシェリンダ」
作詞：藤林聖子 / 作曲、編曲：佐橋俊彦 / 歌：シェリンダ（水谷ケイ）
第四十一章ではインストゥルメンタル版、第四十九章ではカラオケ版が使用されている。
佐橋は元々水谷のファンでその歌唱力を評価しており、キャラクターへの思い入れもあり大編成オーケストラとした。
「ずっと、きっと、もっと、もっと!」
作詞：藤林聖子 / 作曲、編曲：亀山耕一郎 / 歌：ギンガマン（前原一輝、末吉宏司、照英、高橋伸顕、宮澤寿梨、小川輝晃）
「ギガライノス! ギガフェニックス! ギガバイタス!」（第三十一・三十三・三十六・三十九・四十四章）
作詞：桑原永江 / 作曲、編曲：佐橋俊彦 / 歌：宮内タカユキ
第三十七・四十七章ではインストゥルメンタル版が使用されている。

## 評価
売上面では、メガレンジャーの総売上74億円から93億円、うち玩具売上が48億円から56億円と上昇した。

## 放送日程
全編通して、放送回のカウントは「第（話数）章」、サブタイトルのフォーマットは「○○の××」で統一。これを考案したプロデューサー補の若松豪は、シンプルかつ大仰な感じを出したかったと述べている。
登場怪人のリンク先は、関連書籍にて明言されているもののみ、モチーフとなった事物に充てている。
| 放送日         | 放送回     | サブタイトル     | 登場怪人、他                                                                    | 脚本                | アクション監督 | 監督       |
| -------------- | ---------- | ---------------- | ------------------------------------------------------------------------------- | ------------------- | -------------- | ---------- |
| 1998年02月22日 | 第一章     | 伝説の刃         | -                                                                               | 小林靖子            | 竹田道弘       | 田﨑竜太   |
| 3月01日        | 第二章     | 星獣の再来       | - コルシザー（声 - 吉原丈二） - 虚無八 - メドウメドウ - ダングス                | 小林靖子            | 竹田道弘       | 田﨑竜太   |
| 3月08日        | 第三章     | 大地の知恵       | - リグロー（声 - 宇垣秀成）                                                     | 小林靖子            | 竹田道弘       | 辻野正人   |
| 3月15日        | 第四章     | アースの心       | - ドレッドレッダー（声 - 石井隆夫）                                             | 小林靖子            | 竹田道弘       | 辻野正人   |
| 3月22日        | 第五章     | 必殺の機刃       | - バクター（声 - とべこーじ）                                                   | 小林靖子            | 竹田道弘       | 長石多可男 |
| 3月29日        | 第六章     | 星獣の危機       | - タグレドー（声 - 坂口賢一） - トルバドー（声 - 喜多川拓郎）（第七章）         | 小林靖子            | 竹田道弘       | 長石多可男 |
| 4月05日        | 第七章     | 復活の時         | - タグレドー（声 - 坂口賢一） - トルバドー（声 - 喜多川拓郎）（第七章）         | 小林靖子            | 竹田道弘       | 田﨑竜太   |
| 4月12日        | 第八章     | 愛情の料理       | - ドルマー（声 - 桑原たけし）                                                   | 武上純希            | 竹田道弘       | 田﨑竜太   |
| 4月19日        | 第九章     | 秘密の子猫       | - マンディガー（声 - 丸山詠二）                                                 | 武上純希            | 竹田道弘       | 辻野正人   |
| 4月26日        | 第十章     | 風の笛           | - ストイジー（声 - 大竹宏）                                                     | 小林靖子            | 竹田道弘       | 辻野正人   |
| 5月03日        | 第十一章   | 戦士の純情       | - ネイカー（声 - 井上文彦）                                                     | 小林靖子            | 竹田道弘       | 長石多可男 |
| 5月10日        | 第十二章   | 悪夢の再会       | - 銃頭サンバッシュ - グリンジー（声 - 大川透） - 虚無八（声 - 土屋利秀）        | 小林靖子            | 竹田道弘       | 長石多可男 |
| 5月17日        | 第十三章   | 逆転の獣撃棒     | - 虚無八                                                                        | 小林靖子            | 竹田道弘       | 田﨑竜太   |
| 5月24日        | 第十四章   | 二人のサヤ       | - 札僧正（声 - 根本央紀）                                                       | 荒川稔久            | 竹田道弘       | 田﨑竜太   |
| 5月31日        | 第十五章   | 恐怖のしゃっくり | - 煙ヱ門（声 - 宮田浩徳）                                                       | 武上純希            | 竹田道弘       | 辻野正人   |
| 6月07日        | 第十六章   | 心の故郷         | - 雨法師（声 - 篠田薫）                                                         | 小林靖子            | 竹田道弘       | 辻野正人   |
| 6月14日        | 第十七章   | 本当の勇気       | - 傀儡太夫（声 - 石森達幸） - 爆弾人形（演 - 塩野勝美）                         | 小林靖子            | 竹田道弘       | 長石多可男 |
| 6月28日        | 第十八章   | 謎の黒騎士       | - 壊力坊（声 - 長嶝高士）                                                       | 小林靖子            | 竹田道弘       | 長石多可男 |
| 7月05日        | 第十九章   | 復讐の騎士       | - 砂爆盗（声 - 田村円）                                                         | 小林靖子            | 竹田道弘       | 田﨑竜太   |
| 7月12日        | 第二十章   | ひとりの戦い     | - 氷度笠（声 - 宗矢樹頼）                                                       | 小林靖子            | 竹田道弘       | 田﨑竜太   |
| 7月19日        | 第二十一章 | トマトの試練     | - 砲烈道（声 - 星野充昭）                                                       | 荒川稔久            | 竹田道弘       | 辻野正人   |
| 8月02日        | 第二十二章 | 光の出現         | - 怒濤武者（声 - 大友龍三郎）                                                   | 小林靖子            | 竹田道弘       | 辻野正人   |
| 8月09日        | 第二十三章 | 争奪の果て       | - 怒濤武者 - 邪装光・怒濤武者 - メドウメドウ（声 - 津野田なるみ）               | 小林靖子            | 竹田道弘       | 長石多可男 |
| 8月16日        | 第二十四章 | ブドーの執念     | - 剣将ブド－ - 闇丸（声 - 大黒和広） - 鬼丸（声 - 緒方文興） - メドウメドウ     | 小林靖子            | 竹田道弘       | 長石多可男 |
| 8月23日        | 第二十五章 | 黒騎士の決意     | - ワンガワンガ（声 - 辻村真人）                                                 | 小林靖子            | 新堀和男       | 田﨑竜太   |
| 8月30日        | 第二十六章 | 炎の兄弟         | - ゲルトゲルト（声 - 八代駿） - ドクロ人形（声 - 塩野勝美、千田義正）           | 小林靖子            | 新堀和男       | 田﨑竜太   |
| 9月06日        | 第二十七章 | ミイラの誘惑     | - モルグモルグ（声 - 飯塚昭三）                                                 | 荒川稔久            | 竹田道弘       | 辻野正人   |
| 9月13日        | 第二十八章 | パパの豹変       | - ヒエラヒエラ（声 - 篠原恵美）                                                 | 武上純希            | 竹田道弘       | 辻野正人   |
| 9月20日        | 第二十九章 | 闇の商人         | - 巨大兵                                                                        | 小林靖子            | 竹田道弘       | 長石多可男 |
| 9月27日        | 第三十章   | 鋼の星獣         | - バルキバルキ（声 - 岩崎征実）                                                 | 小林靖子            | 竹田道弘       | 長石多可男 |
| 10月04日       | 第三十一章 | 呪いの石         | - ガーラガーラ（演（占い師） - 千田義正、声 - 塩屋翼）                          | 小林靖子            | 竹田道弘       | 小中肇     |
| 10月11日       | 第三十二章 | 友情の機動馬     | - メルダメルダ（声 - 山田美穂） - 専用マシンゴルゴンディア                      | 武上純希            | 竹田道弘       | 小中肇     |
| 10月18日       | 第三十三章 | 憧れのサヤ       | - デスフィアス（声 - 乃村健次）                                                 | 小林靖子            | 竹田道弘       | 辻野正人   |
| 10月25日       | 第三十四章 | 不死身のイリエス | - 邪帝イリエス - 亡霊イリエス魔人族                                             | 小林靖子            | 竹田道弘       | 辻野正人   |
| 11月01日       | 第三十五章 | ゴウキの選択     | - バマース（声 - 間宮啓行）                                                     | 小林靖子            | 竹田道弘       | 諸田敏     |
| 11月08日       | 第三十六章 | 無敵の晴彦       | - ボンブス（声 - 桜井敏治）                                                     | 小林靖子            | 竹田道弘       | 諸田敏     |
| 11月15日       | 第三十七章 | ブクラテスの野望 | - ゴビース（声 - 成田浬）                                                       | 小林靖子            | 竹田道弘       | 小中肇     |
| 11月22日       | 第三十八章 | ヒュウガの決断   | - マグダス（声 - 小関一）                                                       | 小林靖子            | 竹田道弘       | 小中肇     |
| 11月29日       | 第三十九章 | 心のマッサージ   | - バズガス（声 - 岩崎征実） - 再生魔人族                                        | きだつよし          | 竹田道弘       | 辻野正人   |
| 12月06日       | 第四十章   | 哀しみの魔人     | - デギウス（声 - 小林清志）                                                     | 小林靖子            | 竹田道弘       | 辻野正人   |
| 12月13日       | 第四十一章 | 魔獣の復活       | - 魔獣ダイタニクス                                                              | 小林靖子            | 竹田道弘       | 長石多可男 |
| 12月20日       | 第四十二章 | 戦慄の魔獣       | - 魔獣ダイタニクス                                                              | 小林靖子            | 竹田道弘       | 長石多可男 |
| 12月27日       | 第四十三章 | 伝説の足跡       | -                                                                               | 沖田徹男            | 竹田道弘       | 田﨑竜太   |
| 1999年01月03日 | 第四十四章 | 地球の魔獣       | - ダングス（声 - 小池浩司）                                                     | 小林靖子            | 竹田道弘       | 田﨑竜太   |
| 1月10日        | 第四十五章 | 妖精の涙         | - ヂェンゾス（声 - 津久井教生）                                                 | 荒川稔久            | 竹田道弘       | 田﨑竜太   |
| 1月17日        | 第四十六章 | 怒りの風         | - ザッカス（声 - 大塚明夫）                                                     | - 小林靖子 - 村山桂 | 竹田道弘       | 辻野正人   |
| 1月24日        | 第四十七章 | 悪魔の策略       | - ビズネラ（怪人体）                                                            | きだつよし          | 竹田道弘       | 辻野正人   |
| 1月31日        | 第四十八章 | モークの最期     | - ミザルス（声 - 小室正幸）                                                     | 小林靖子            | 竹田道弘       | 長石多可男 |
| 2月07日        | 第四十九章 | 奇跡の山         | - 操舵士シェリンダ - 樽学者ブクラテス - 破王バットバス - 地球魔獣 - 幼体→成長体 | 小林靖子            | 竹田道弘       | 長石多可男 |
| 2月14日        | 最終章     | 明日の伝説       | - ゼイハブ船長 - 地球魔獣（成長体）                                             | 小林靖子            | 竹田道弘       | 長石多可男 |

## 放映ネット局
| 対象地域       | 放送局           | 備考 |
| -------------- | ---------------- | --- |
| 関東広域圏     | テレビ朝日       | キーステーション                                                                                              |
| 北海道         | 北海道テレビ     | |
| 青森県         | 青森朝日放送     | |
| 岩手県         | 岩手朝日テレビ   | |
| 宮城県         | 東日本放送       | |
| 秋田県         | 秋田朝日放送     | |
| 山形県         | 山形テレビ       | |
| 福島県         | 福島放送         | |
| 新潟県         | 新潟テレビ21     | |
| 富山県         | 北日本放送       | 日本テレビ系列局                                                                                              |
| 石川県         | 北陸朝日放送     | |
| 福井県         | 福井テレビ       | フジテレビ系列局                                                                                              |
| 山梨県         | 山梨放送         | 日本テレビ系列局                                                                                              |
| 長野県         | 長野朝日放送     | |
| 静岡県         | 静岡朝日テレビ   | 8時台前半は自社制作番組、7時台後半はテツワン探偵ロボタックを1週遅れで放送していたため、金曜夕方に放送された。 |
| 中京広域圏     | 名古屋テレビ     | |
| 近畿広域圏     | 朝日放送         | 現 朝日放送テレビ                                                                                             |
| 鳥取県・島根県 | 山陰中央テレビ   | フジテレビ系列局                                                                                              |
| 広島県         | 広島ホームテレビ | |
| 山口県         | 山口朝日放送     | |
| 徳島県         | 四国放送         | 日本テレビ系列局                                                                                              |
| 香川県・岡山県 | 瀬戸内海放送     | |
| 愛媛県         | 愛媛朝日テレビ   | |
| 高知県         | テレビ高知       | TBS系列局 |
| 福岡県         | 九州朝日放送     | |
| 長崎県         | 長崎文化放送     | |
| 熊本県         | 熊本朝日放送     | |
| 大分県         | 大分朝日放送     | |
| 宮崎県         | 宮崎放送         | TBS系列局 |
| 鹿児島県       | 鹿児島放送       | |
| 沖縄県         | 琉球朝日放送     | |

## 映像ソフト化
特記のない限り、いずれも発売元は東映ビデオ。
- ビデオ（VHS、セル・レンタル共通）は1999年4月から2000年3月にかけて、全12巻（各巻4話（11・12巻のみ5話）収録）がリリースされた他、テレビシリーズの再編集版として「HEROクラブ」（全4巻）が、バンダイビジュアルより「ばっちしV」（全2巻）がそれぞれリリースされている。
- DVDは2005年1月21日から5月21日にかけて、全5巻（各巻2枚組、10話収録）がリリースされた他、2019年4月10日には既発売分を2巻にまとめた廉価版DVDコレクション（Vol.1、Vol.2）もリリースされている。

## オリジナルビデオ
- 星獣戦隊ギンガマンVSメガレンジャー
- 救急戦隊ゴーゴーファイブVSギンガマン

## 児童誌特製ビデオ
『星獣戦隊ギンガマン スーパービデオ「ひみつのちえの実」』
キャスト
- リョウマ - 前原一輝
- ハヤテ - 末吉宏司
- ゴウキ - 照英
- ヒカル - 高橋伸顕
- サヤ - 宮澤寿梨
- モークの声 - 納谷六朗
- ボックの声 - 深雪さなえ

スタッフ
- 構成 - 荒川稔久
- 演出 - 諸田敏
- 編集 - こんのはるひと
- 照明 - 今野健
- 技術 - 千秋秀一郎
- 演出補 - 竹本昇
- 音楽 - 奥村雪路

## CS放送・ネット配信
CS放送
- 東映チャンネル
  - 2011年4月 - 10月
  - 2013年9月 - 2014年3月（いずれも「スーパー戦隊ワールド」枠）

ネット配信
- 東映特撮 YouTube Official
  - 2012年1月23日 - 7月15日
  - 2014年6月9日 - 12月7日
  - 2018年4月29日 - 10月21日
  - 2025年1月30日 - 7月17日
- 東映特撮ニコニコおふぃしゃる
  - 2017年12月15日 - 2018年11月23日
- Amazon Prime Video - 有料配信中

## 備考
- 本作品では番組中表示されるテロップのフォントとして、写研製の「ナミン」が使用されている。
- これまでサブスポンサーを務めた大手靴メーカーのアサヒコーポレーションが1998年3月31日に倒産。後にアキレスがスポンサーに加わるまでの間、公共広告機構（現：ACジャパン）のCMが代わりに充てられた。

## シリーズ内の他作品への登場
各作品における詳細はそれぞれの項目を参照。
スーパー戦隊大集合
『未来戦隊タイムレンジャー』第51話として放送された特別総集編。タイムレンジャー5人がタイムジェットで本作品の世界を見に来たという設定で、本作品の映像が流用されている。
百獣戦隊ガオレンジャーVSスーパー戦隊
『百獣戦隊ガオレンジャー』のスーパー戦隊Vシネマ作品で、ゴウキ/ギンガブルーとギンガレッド、ギンガレオンが登場。
海賊戦隊ゴーカイジャー
関連する映画も含め、複数のキャラクターが同作品にて登場。
テレビシリーズ：ヒュウガ、リョウマ（第20話）
ゴーカイジャー ゴセイジャー スーパー戦隊199ヒーロー大決戦：黒騎士、ギンガイオー
海賊戦隊ゴーカイジャー THE MOVIE 空飛ぶ幽霊船：賊兵ヤートット
『機界戦隊ゼンカイジャー THE MOVIE 赤い戦い! オール戦隊大集会!!』
『機界戦隊ゼンカイジャー』の劇場作品。ギンガレッドが登場。
『王様戦隊キングオージャー IN SPACE』
『王様戦隊キングオージャー』のスピンオフ作品。賊兵ヤートットが登場。